# Muzeum Litovel
Muzeum Litovel je muzeum zaměřující se na historii města Litovle a jeho nejbližšího okolí. Sídlí ve Smyčkově ulici v Litovli v trojpodlažním objektu bývalé střelnice, který je chráněnou kulturní památkou. Ve třech výstavních sálech jsou umístěny stálé expozice věnované litovelským řemeslům, zápasníku Gustavu Frištenskému a historii gramofonové výroby a v jednom výstavním sále se střídají dočasné tematické výstavy. Muzeum také pořádá různé akce pro veřejnost, mezi nimi zejména každoroční Oživlá řemesla, zaměřená na prezentaci starých výrobních technik.
Muzeum vzniklo na začátku 20. století jako součást národně emancipačních snah českého obyvatelstva v Litovli a od počátku hrálo významnou úlohu v kulturním životě města. Postupem času se v něm podařilo shromáždit velmi cenné a bohaté archeologické, národopisné, numismatické a zoologické sbírky, které byly centrem zájmu mnoha badatelů. Roku 1960 však bylo muzeum převedeno pod správu Vlastivědného ústavu Olomouc a jeho sbírky byly postupně převedeny do Olomouce. Na konci devadesátých let 20. století byla jeho budova přes opakované rekonstrukce ve velmi špatném technickém stavu a po povodních roku 1997 bylo muzeum zcela zrušeno. Město Litovel ho znovu obnovilo roku 2005.

## Stálé expozice

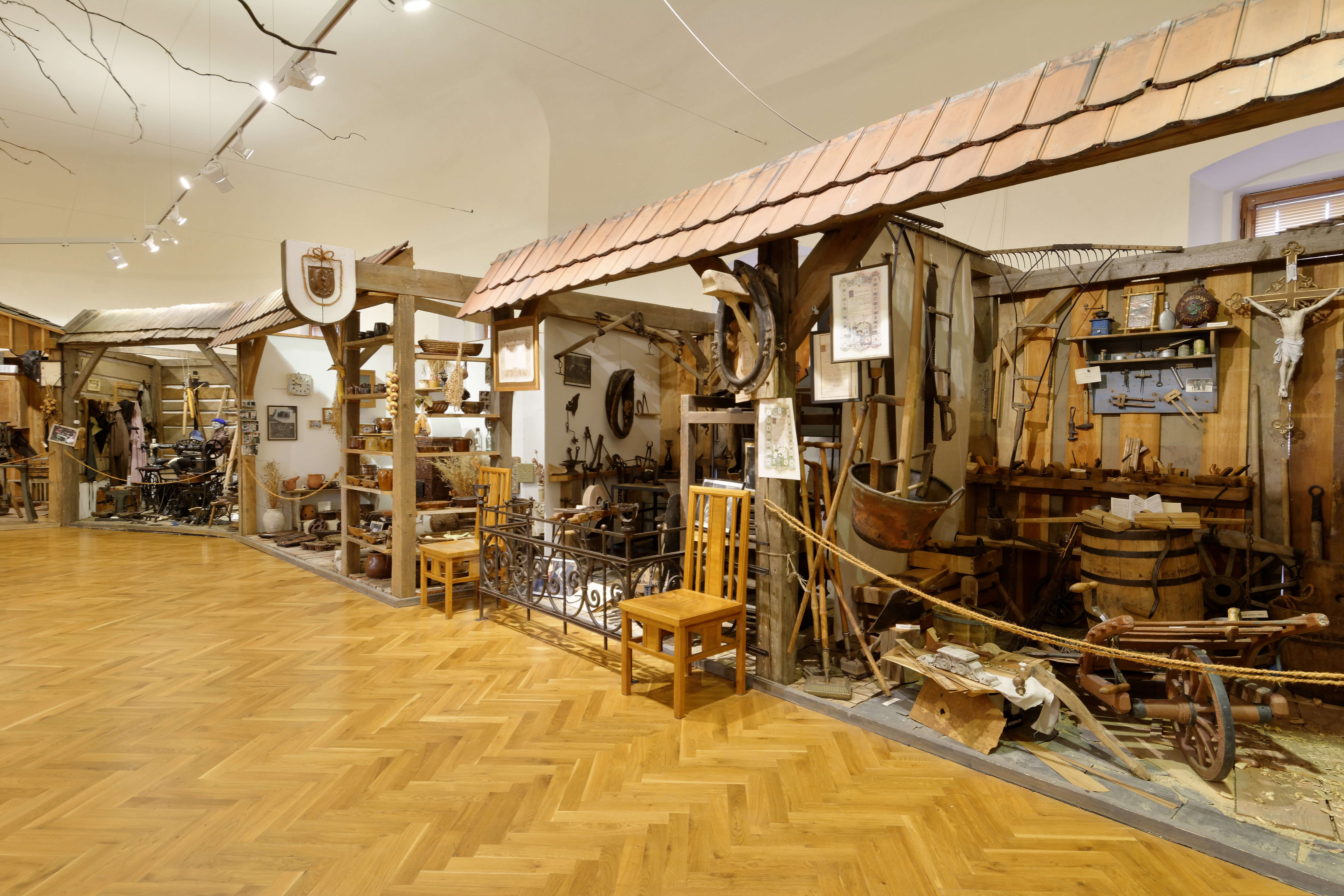
Sál se stálou výstavou Litovelská řemesla 1. poloviny 20. století

### Litovelská řemesla první poloviny 20.století
Hlavní muzejní výstavou je stálá expozice Litovelská řemesla první poloviny 20. století, která byla otevřena 17. února 2005 ve velkém výstavním sále v prvním patře muzejní budovy. K vidění jsou zde různé řemeslnické nástroje i hotové výrobky, především řezbářské, kovářské, ševcovské, sedlářské, cukrářské, kadeřnické, řeznické, krejčovské a další. Součástí expozice, která se průběžně obměňuje, je mimo jiné sedlářská dílna, kterou muzeu daroval její původní majitel z nedaleké Nové Vsi. Některé vystavené předměty si návštěvníci mohou též vyzkoušet. Výstavu každoročně doprovází dva jarmarky, a sice Velikonoční jarmark, který se koná týden před Velikonoci, a v závěru roku Oživlá řemesla, která se konají 26. prosince. Velmi populární jsou především Oživlá řemesla, během nichž mohou řemeslníci jako například řezbáři, dráteníci, obuvníci, tkalci a mnozí další přímo představit svou tvorbu.

### Gustav Frištenský

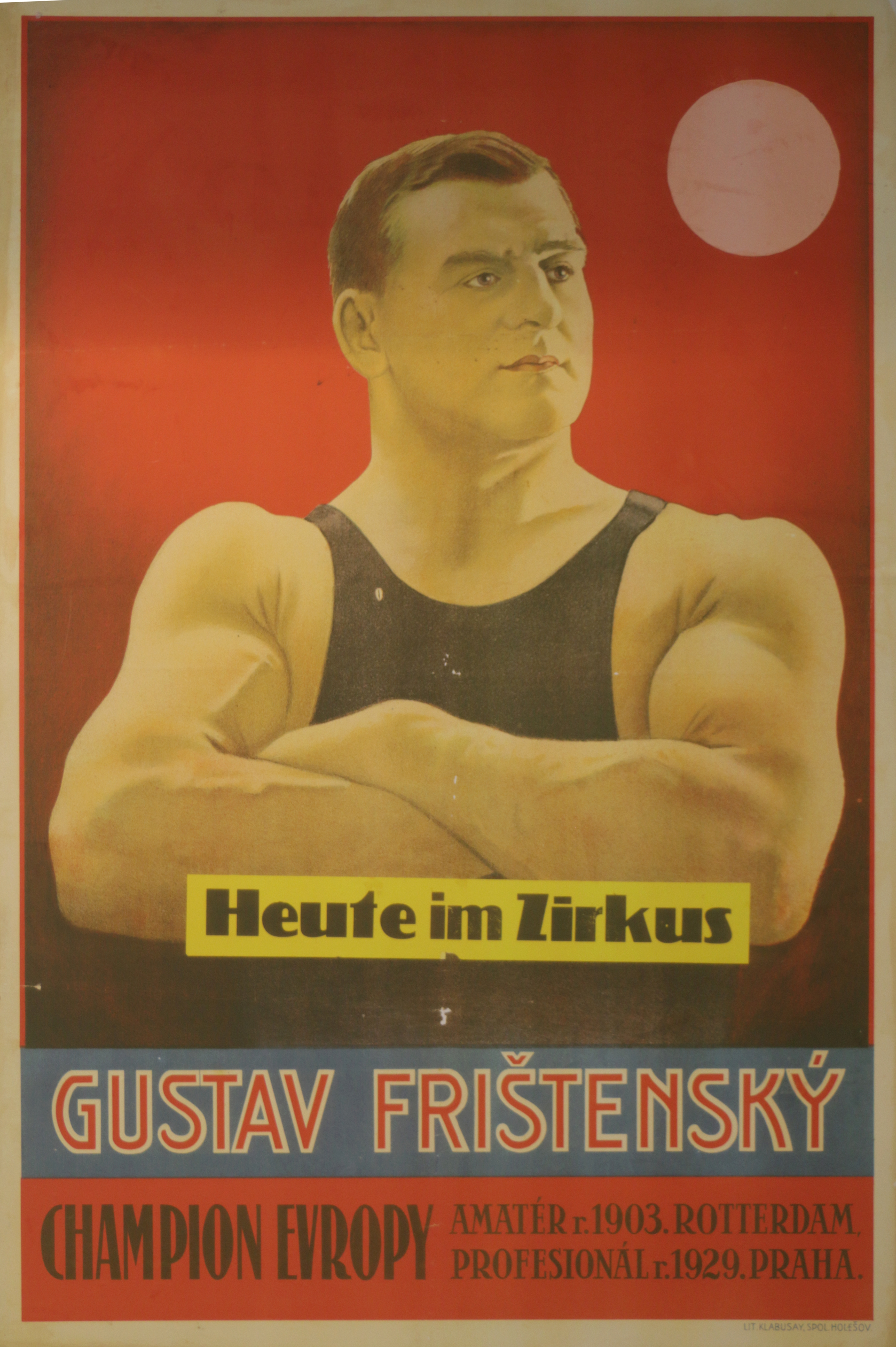
Plakát s pozvánkou na vystoupení Gustava Frištenského

Tato expozice byla otevřena 13. ledna 2016 v nových prostorách získaných rekonstrukcí podkroví budovy a je věnována známému prvorepublikovému zápasníku v řecko-římském stylu Gustavu Frištenskému, který v Litovli prožil významnou část svého života a také zde roku 1957 zemřel. Výstava se snaží představit jeho život i sportovní kariéru. Mimo jiné zde návštěvníci mohou vidět originály vybojovaných ocenění, dobové plakáty, posilovací zařízení, která využíval při svém tréninku, ale také předměty z jeho statku v Lužicích či připomínající jeho věznění za druhé světové války. I v této expozici je možné si některé exponáty vyzkoušet.

### Od mechanického hracího strojku k modernímu gramofonu

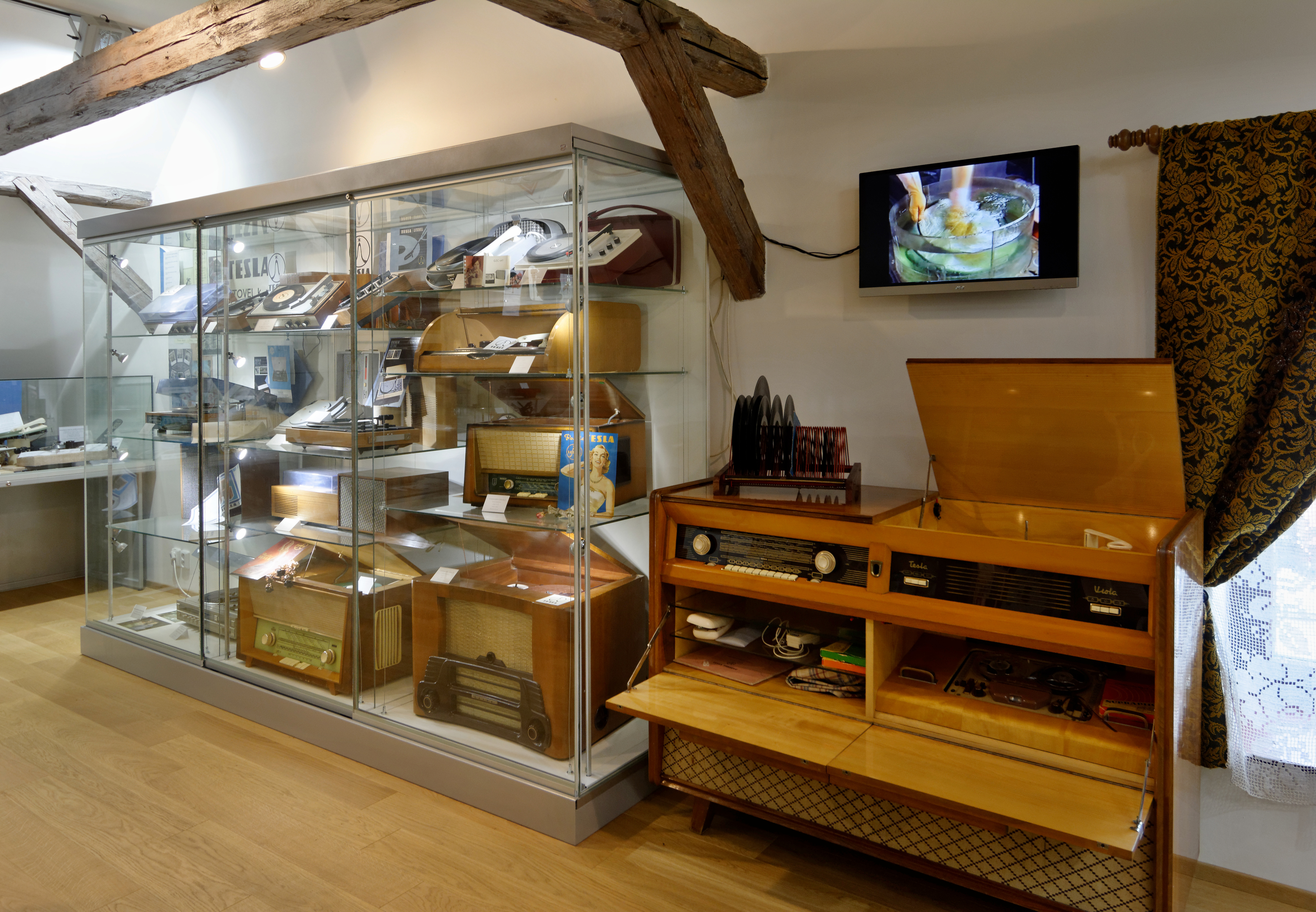
Exponáty z expozice gramofonů

Expozice Od mechanického hracího strojku k modernímu gramofonu byla otevřena 13. ledna 2016 zároveň s expozicí o Gustavu Frištenském a představuje vývoj mechanických zařízení pro reprodukci hudby od konce 19. století až do současnosti. Nejstaršími vystavenými exponáty jsou různé hrací strojky z konce 19. století, ovšem převážná část výstavy je věnována gramofonům. Zhlédnout tu lze některé staré přístroje z manufaktur, především však výrobky litovelských gramozávodů, to jest nejprve firmy Křižík, která byla později převzata firmou Tesla a nakonec firmou SEV Litovel. Většina vystavených exponátů je funkční. Představena je i historie vývoje gramofonových desek vyráběných v Loděnici na Berounsku. Výstavu doprovází také dobové fotografie litovelského fotografa Miroslava Pinkavy, které jsou promítány ve smyčce na třech obrazovkách, a pomocí dotykové obrazovky si lze pustit i některé staré oblíbené melodie.

## Popis muzea
Budova Muzea Litovel je volně stojící trojpodlažní stavba, sestávající z přízemí, prvního patra a podkroví. Její délka je asi 35 m a šířka 16 m. Zastavěná plocha včetně nádvoří měří 826 m². Půdorys vlastní budovy má tvar podkovy, jejíž oblouk je tvořen jádrem někdejší gotické bašty litovelského městského opevnění. Má pozdně klasicistní vzhled, který dostala při velkolepé přestavbě roku 1872. Stavba je krytá valbovou střechou. Její průčelí je hladce omítané, členěné kordonovou a hlavní římsou. Do budovy se vstupuje na východní straně asymetricky umístěným vstupním portálem se segmentovým záklenkem, v jehož nadpraží je vpadlá výplň. Ve fasádě této strany je zazděn střelecký znak, sestávající ze dvou zkřížených pušek, zelenobílého praporku a rohu na prach, zavěšeného na šňůře v horní části znaku. Okna jsou obdélná, v přízemí bez šambrán a v prvním patře s hladkými šambránami, které dole sahají až na kordonovou římsu a nahoře jsou ukončeny rovnými římsami. Nad okny prvního patra jsou ještě obdélné ploché rámy.
Za vstupními dveřmi se nachází předsíň s plochou klenbou, členěná pilastry nesoucími rovné překlady, které dělí strop na čtyři pole. Vlevo od předsíně je místnost s barokní valenou klenbou s lunetami, další prostory jsou na pravé straně. Na konci předsíně je schodiště vedoucí do horních pater.
Výstavní prostory jsou umístěny v prvním patře a v podkroví. Na levé straně prvního patra se nachází výstavní sál o ploše 78 m², v němž se konají krátkodobé výstavy, a malý prodejní kout. Na pravé straně je pak na ploše 108 m² velký výstavní sál se stálou expozicí Litovelská řemesla 1. poloviny 20. století. Na zdi u vchodu do sálů je zazděna pískovcová pamětní deska připomínající někdejší spojení dvou střeleckých spolků latinským nápisem Anno qVo fœDerİ LİthoVİa VnİebatVr honorİ İaCVLatorİVM restaVrabatVr (česky: V roce, kdy se Litovel sjednotila ve spolku, na počest obnovena), obsahující chronogram MDCLLVVVVVVVVIIIIIII, to jest 1747. V tomto patře se nachází také kancelářské místnosti.
V podkroví jsou dva výstavní sály: vlevo na 85 m² je stálá expozice Od mechanického hracího strojku k modernímu gramofonu a vpravo na 97 m² další stálá expozice Gustav Frištenský. Vedle ní se pak nachází prostor o ploše asi 80 m², v němž lze vidět vazby střešních trámů s krovem.
Objekt je kulturní památkou České republiky, částečně pro svou souvislost s historickým opevněním Litovle a také jako dochovaný příklad městské střelnice.
Muzejní sbírky se uchovávají také v depozitáři na ulici 1. máje č. p. 800.

## Historie budovy do roku 1924 – střelnice

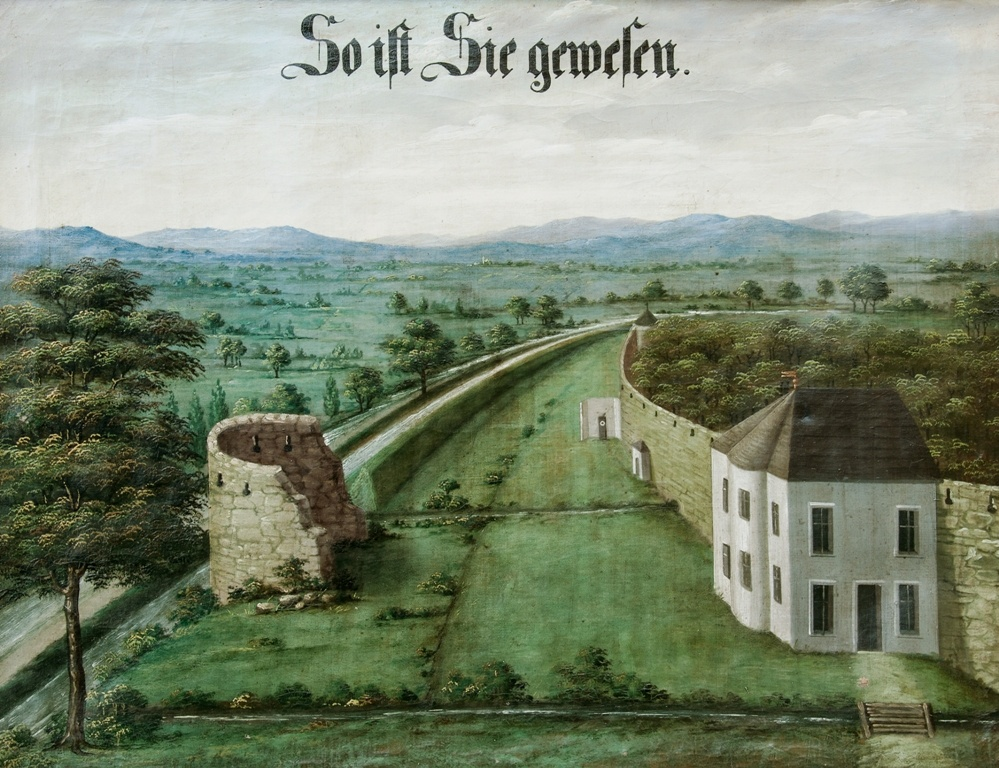
Podoba někdejší střelnice přiléhající zvnějšku k hradbám v roce 1786 na olejomalbě Donáta Ulricha (kolem roku 1870).

Na místě dnešního muzea vně městských hradeb původně stávala stavba, která většinu své historie sloužila jako střelnice. Postavena byla již někdy v 17. století a měla sloužit jako boční ochrana tzv. olomoucké městské brány. Roku 1705 byla ke staré kulaté dělové věži na hlubokých kvádrových základech přistavěna dřevěná budova, jejíž tehdejší podoba však není známa. Letopočet stavby je znám z jednoho zachovaného kvádru, který byl nalezen při odvodňování zrušeného říčního ramene obtékajícího hradby roku 1924.
V roce 1747 byla dřevěná stavba nahrazena novou, vyzděnou z kamene. Její podoba je dokumentována na olejomalbě Donáta Ulricha. Na ní lze vidět, že budova byla čtvercového půdorysu, měla jedno patro a valbovou střechu vyčnívající nad hradební zeď. Její fasáda byla hladká s šambránami kolem oken. Dovnitř se vcházelo jednoduchým pravoúhlým vchodem uprostřed východní strany, přičemž po stranách vchodu bylo po jednom oknu a další dvě okna byla v patře. Na jižní straně byla v přízemí i v patře okna tři. Ve středu této strany měla budova mírně vystupující rizalit. Další událostí roku 1747 bylo sloučení dvou místních střeleckých spolků (ostrostřelců a střelců z ručnic), což připomíná pískovcová pamětní deska, která byla původně umístěna do městských hradeb nedaleko budovy střelnice a dnes se nachází v prvním patře muzea vedle vchodu do výstavních sálů.

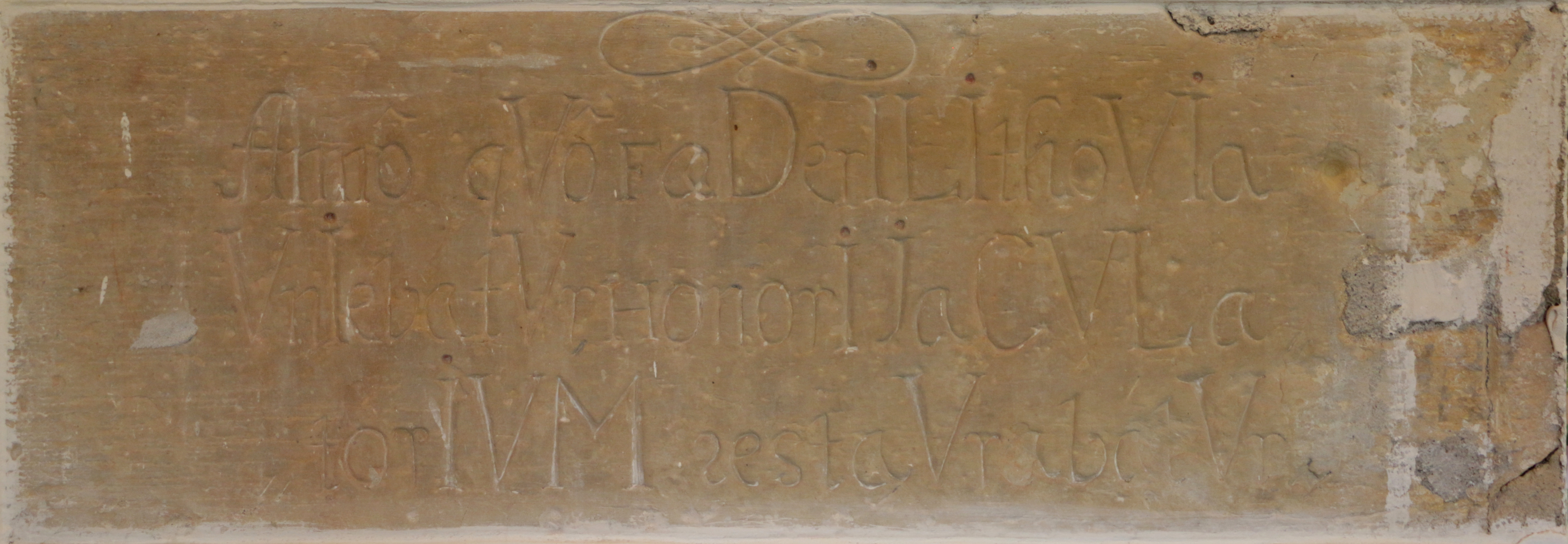
Deska v muzeu připomínající sloučení střeleckých spolků

Rozšířené střelecké společnosti pak budova přestávala stačit, a tak byla roku 1786 rozšířena o dřevěnou přístavbu a i později se uvažovalo o její další přestavbě. Události byly urychleny roku 1822, kdy zde došlo k tragické události: při střelecké oslavě proletěla zbloudilá střela dřevěným stropem a zabila osmnáctiletou číšnici. V reakci na to byla stará dřevěná a ztrouchnivělá přístavba zbourána, přikoupen další pozemek a 24. června téhož roku byla započata nákladná, dva roky trvající přestavba. Nová stavba byla mnohem větší a musely jí ustoupit i pozůstatky gotické poloválcové parkánové bašty severozápadně od Olomoucké brány. Jádro bašty se stalo součástí nové střelnice, což lze pozorovat na obloukovém tvaru kratší strany budovy, jež je odvrácená jihozápadně směrem od centra města. Náklady na přestavbu dosáhly téměř 8000 zlatých. Podle dochovaného popisu z roku 1834 měla přestavěná budova jedno poschodí a byla přibližně 32 metrů dlouhá a 16 metrů široká. V přízemí se nacházela klenutá předsíň, obývací pokoj, ložnice, větší kuchyně a dva sklepy. V horním patře pak byly předsíň, taneční sál s orchestrem, jedna vedlejší místnost, jídelna a herna. Taneční sál byl přibližně 17 metrů dlouhý a téměř 11 metrů široký a osvětlen byl třemi lustry (jedním velkým novým a dvěma staršími). K orchestru se vystupovalo po třinácti cihlových schodech. K budově patřila ještě kuželna, za budovou stály dvě cílové budky a na jejím pozemku se nacházela řada ovocných stromů.
Přestože většinu peněz na přestavbu z roku 1822 poskytli místní podnikatelé (majitel papírny Jan Hickl, právovárečník František Popp a majitel Špitálského mlýna Antonín Linder), spolek se kvůli ní velmi zadlužil. Finanční těžkosti nakonec vedly k tomu, že střelci budovu roku 1835 převedli na město (i s dluhem 3012 zlatých,) které jim však ponechalo výsadu pořádat zde oslavy a královské střelby. Pod novým majitelem se budova stala centrem společenského života. Roku 1839 se zde hrálo první ochotnické divadlo, a sice hra s názvem Chudoba a šlechetnost. Roku 1845 získal budovu do nájmu známý litovelský kulturní činitel (a pozdější purkrabí) Donát Ulrich, který zde v letech 1845 až 1874 vedl hostinec a provozoval zde často plesy, zábavy a také divadelní představení dobré úrovně.

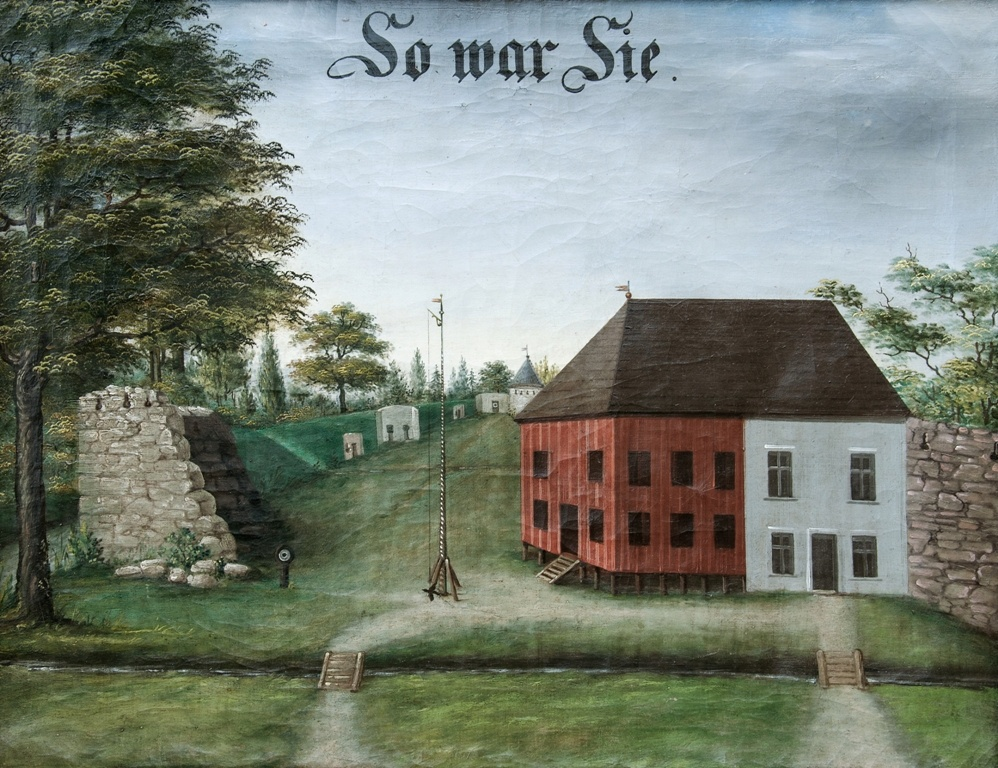
Podoba střelnice v roce 1822 před přestavbou na olejomalbě Donáta Ulricha (kolem roku 1870). Stavbě nové střelnice ustoupily i pozůstatky bašty vlevo, která však alespoň dala tvar této straně nové budovy.

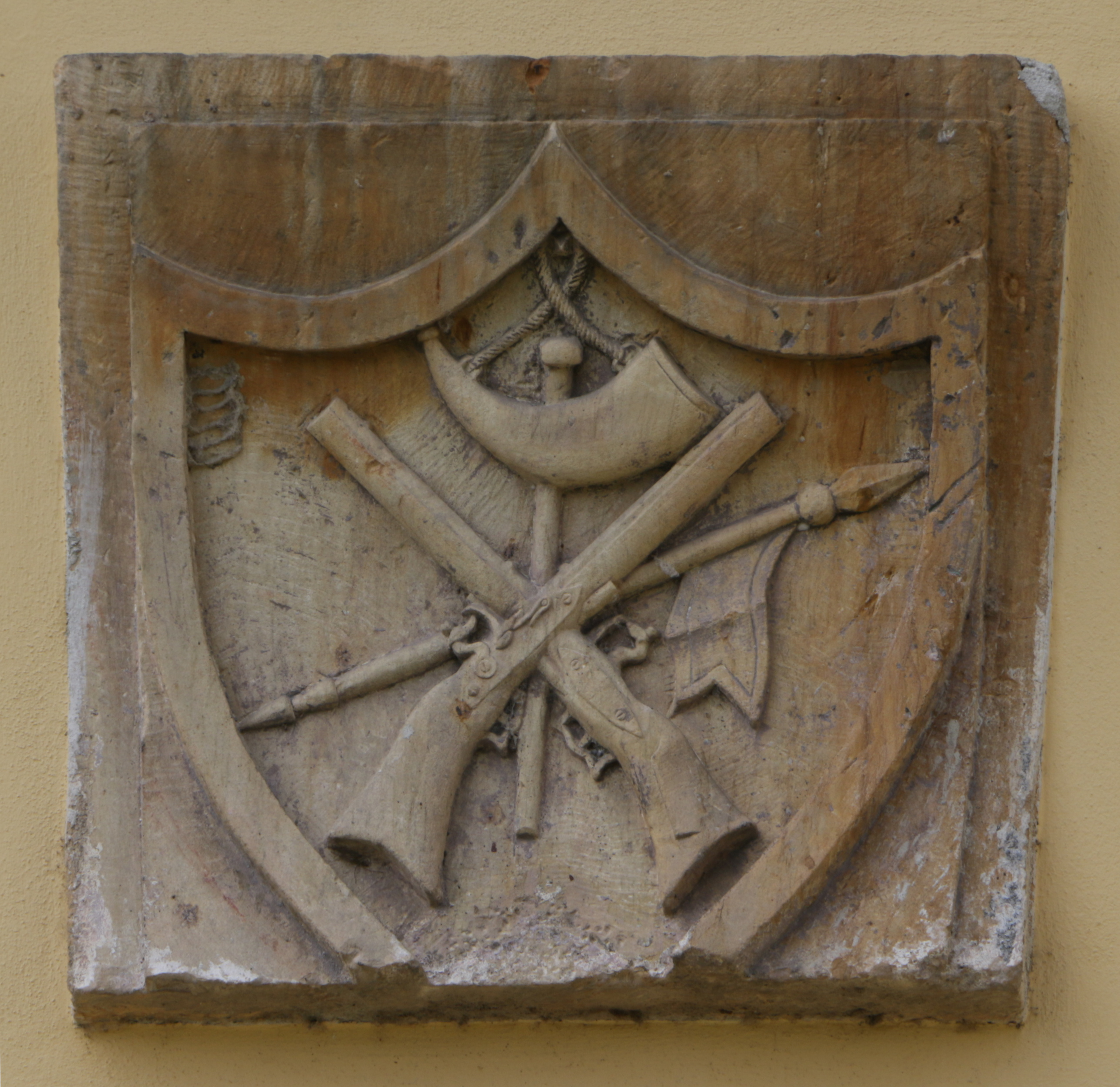
Střelecký znak zazděný ve fasádě muzea

Další nákladnou rekonstrukcí (za 10 tisíc zlatých) budova prošla roku 1872. Tehdy získala svou nynější klasicistní podobu, ovšem celkově tato přestavba není považována za zdařilou a rovněž současníci ji kritizovali pro její zbytečnou velkolepost. Další úpravy pak prodělala v letech 1882 až 1884, kdy byl v její zadní části zazděn střelecký znak. Součástí znaku býval také letopočet 1882.
Střelnice nakonec doplatila na národnostní třenice ve městě. Do roku 1876 v ní působili společně Češi i Němci, ovšem ve druhé polovině 19. století se stala střediskem německých nacionalistických snah, a když Češi přenesli své aktivity do budovy záložny na náměstí Přemysla Otakara, zůstala už jen čistě německým kulturním centrem. Rozdělení předznamenalo pokles významu střelnice, zvláště když roku 1899 Češi poprvé zvítězili v městských volbách. Vzápětí se totiž objevily návrhy na zrušení německého střeleckého spolku a hned následujícího roku vydala nová česká správa města zákaz střelby, která byla údajně příliš hlučná a nebezpečná. Ten se ještě německým střelcům podařilo u Moravského zemského výboru v Brně zvrátit, ovšem když se situace roku 1911 znovu zopakovala, tak už se svým odvoláním neuspěli ani v Brně, ani u Správního soudního dvora ve Vídni, který svým rozhodnutím ze 13. května 1913 zákaz potvrdil. Spolek se poté ještě snažil zrušení zákazu dosáhnout u civilního krajského soudu v Olomouci, ale střelba již ve městě nikdy obnovena nebyla.
Roku 1912 bylo na střelnici uspořádáno první kinematografické představení ve městě a plánovalo se, že zde bude zřízeno stálé kino. Podle popisu stavitele Čeňka Chrudímského z předchozího roku, přiloženého k žádosti o povolení, se mělo promítat v patře v tanečním a restauračním sále. V patře se dále nacházely kuchyň, záchod a spíž, v přízemí pak byla spolková místnost, stará střelnice, restaurace, jednopokojový byt a komora. Kromě toho se ještě ve dvoře nacházely dva sklepy, prádelna a zděná kůlna.

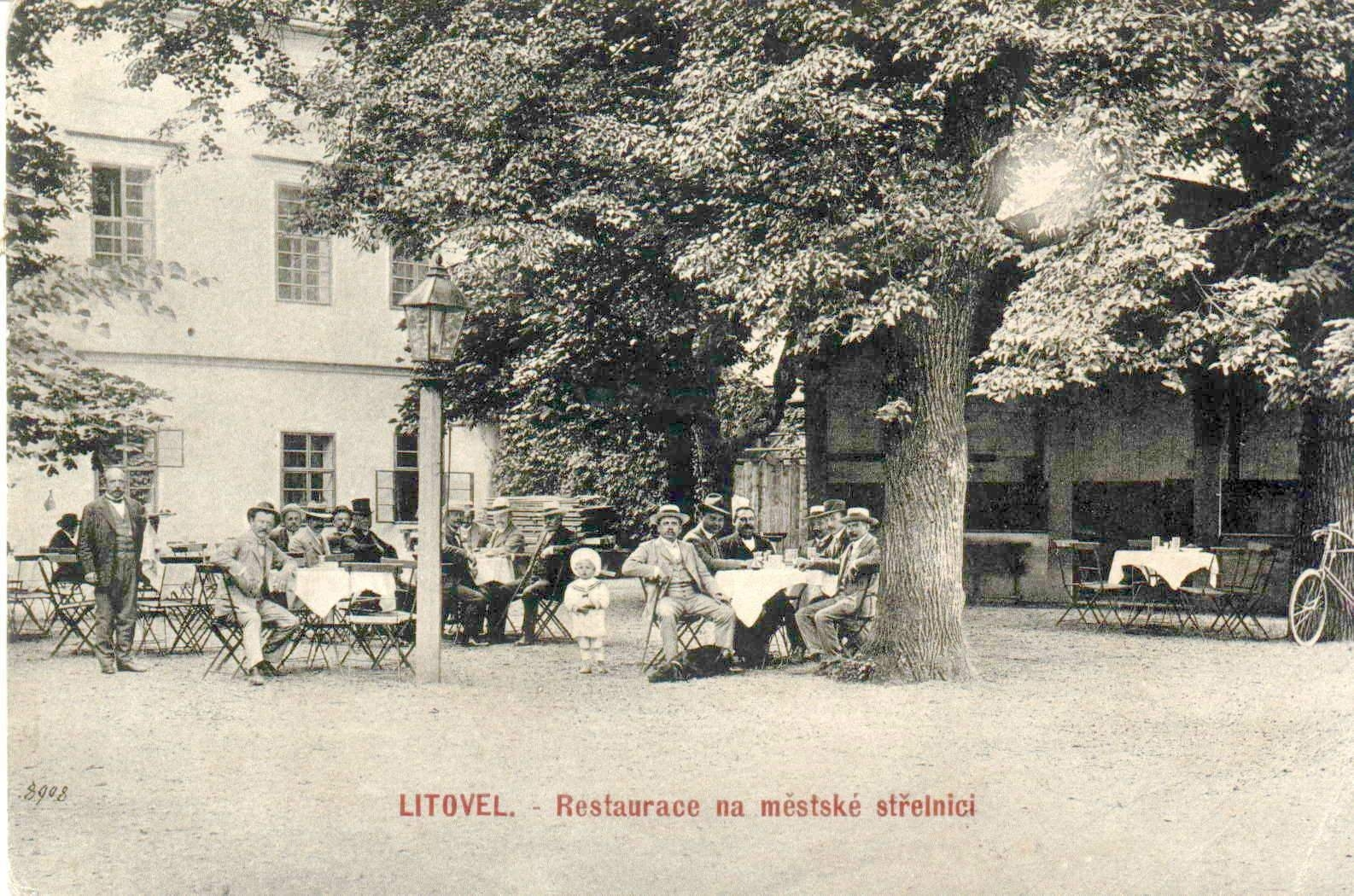
Restaurace v přízemí budovy střelnice roku 1914

Ještě podrobnější popis zanechal městem vyslaný bezpečnostní technik, který se soustředil především na bezpečnostní prvky stavby. Podle jeho vyjádření byla budova ohnivzdorně krytá s klenutým přízemím. Sál v patře, využívaný k tanci či příležitostným divadelním představením, měl obdélníkový tvar s čelem do půlkruhu, v němž se nacházelo dřevěné pódium a jiné dřevěné příslušenství jeviště. Prostory v této části sálu byly vyzdobeny různými látkovými, a tudíž hořlavými drapériemi. Sál byl osvětlen šesti protilehlými okny a po setmění volně visícími elektrickými lustry. Vytápěn byl obyčejnými železnými plášťovými kamny. Ve stropě byly dvě ventilace. Obecenstvo sedělo v řadách na obyčejných židlích nebo na lavicích u zdí. Celkem se do hlediště vešlo asi 350 sedících a 50 stojících diváků. Jeho výška činila 5,3 m, délka 17,17 m a šířka 12,05 m v přední části a 13,10 m v zadní části. Projekční komora byla 2,7 m hluboká, 2,9 m široká a 2,7 m vysoká a nebyla opatřena žádnou ventilací. V patře byly také záchody, oddělené podle pohlaví.

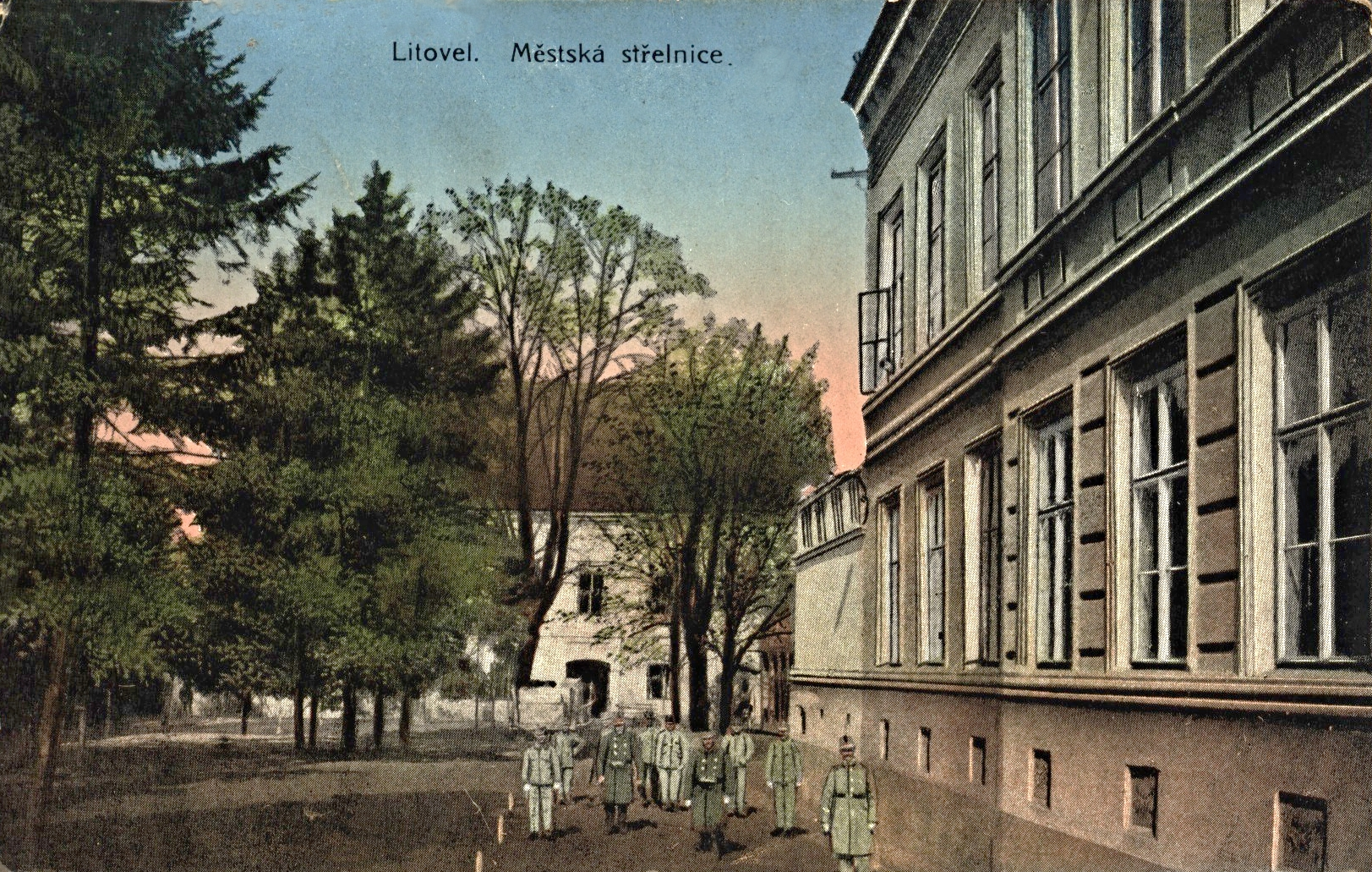
Pohled na střelnici roku 1915

Ven ze sálu vedly troje dveře, ovšem dvoje ústily jen do sousedního restauračního sálu. Z nich jedny byly plechové, přístupné po dřevěných schůdkách, a druhé byly zahrazeny projekční komorou. Únikový východ tedy byl pouze jeden, a to 1,7 m širokými dveřmi do předsíně před sálem a odtud na kamenné schodiště do přízemí. Vstupné se vybíralo v dřevěné pokladně v předsíni. V přízemí schodiště ústilo do domovního průchodu, kam vedly také východy z přízemních restauračních místností, odkud se dalo projít masivními dvoukřídlými dovnitř se otvírajícími dveřmi do prostorné zahrady. Bezpečnostní technik nakonec po zvážení celé dispozice dospěl k závěru, že stav budovy předloženému záměru nevyhovuje a veškeré promítání zde zastavil.
V průběhu první světové války byl v části střelnice zřízen vojenský lazaret s kuchyní a část měl v nájmu Rolnický a akciový pivovar v Litovli (od listopadu 1914 do října 1917). V říjnu roku 1915 pořídila městská rada soupis místností budovy. V přízemí se nacházely průjezd, kuchyň, spíže, větší a menší hostinská místnost, byt o neuvedeném počtu místností a dále prádelna a záchody se samostatným vstupem ze dvora. V patře byly taneční sál, jídelna, předsíň, kuchyň a záchod.
Krátce po válce, roku 1920, bylo do prvního patra budovy přemístěno městské muzeum. Brzy poté se střelecký spolek rozhodl ukončit vleklý spor s městem a za 5000 korun se roku 1924 vzdal svých práv na užívání budovy.

## Historie muzea

### Cesta k budoucímu muzeu

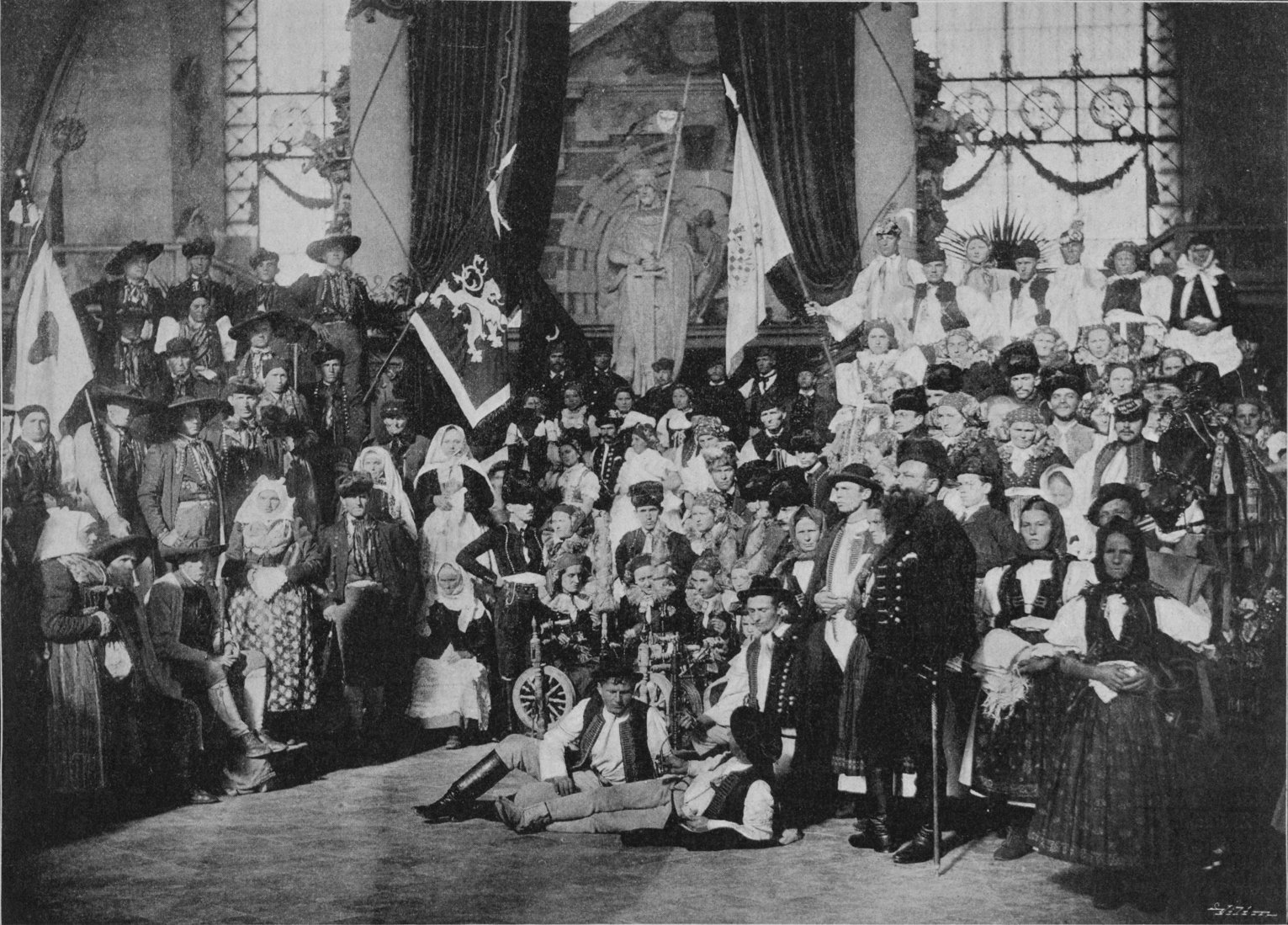
Živý obraz k poctě arcivévody Karla Ludvíka při jeho návštěvě na Národopisné výstavě českoslovanské v Praze. Uprostřed skupina přástek z Nákla.

Litovel ovládala až do konce 19. století politická reprezentace německých měšťanů, čemuž se právě ve druhé polovině 19. století snažila česká komunita ve městě čelit mimo jiné zvýšeným úsilím na poli kultury a vzdělání. Početně ji posiloval především příliv nových obyvatel české národnosti z okolních hanáckých vesnic poté, co bylo roku 1848 zrušeno poddanství. Snahy vedoucí nakonec k založení muzea, které jsou spojeny především s osobou lékaře a pozdějšího starosty města Jana Smyčky, lze chápat jako součást těchto národních emancipačních snah.
Jan Smyčka se do Litovle přistěhoval roku 1855 z blízké Choliny a krátce poté začal shromažďovat různé artefakty lidového umění a jiné etnografické, archeologické, numismatické a archivní památky, přičemž se současně pro myšlenku založení muzea snažil získat litovelskou veřejnost. V jeho osvětových snahách mu velmi pomohla Jubilejní výstava v Praze roku 1891, která v Litovli též vzbudila velký zájem. Roku 1892 byl proto v Litovli založen Národopisný odbor, jehož účelem byla příprava účasti litovelského okresu na chystané národopisné výstavě v Praze roku 1893. Jan Smyčka vydal v Litovelských novinách vlastenecky formulovanou výzvu ke sbírání národopisného materiálu a ve 22 obcích okresu byly za tím účelem organizovány místní národopisné odbory. Protože výstava byla nakonec odložena až na rok 1895, byl nasbíraný materiál využit též pro samostatné výstavy v blízkých obcích (1892 v Seničce, 1893 v Nákle a téhož roku také v Litovli v Sokolovně a Ziegrových domech, na místě dnešního Husova sboru).
Na Národopisné výstavě českoslovanské roku 1895 pak byly mimo jiné předvedeny též hanácké zvyky a obyčeje, přičemž úspěch měly zejména „Hanácké přástky z Nákla“ předvedené na Hanáckém dnu 17. srpna, dále sádrový model hanáckého gruntu zhotovený litovelským stavitelem Čeňkem Chrudímským či dva hanácké svatební stromy. Janu Smyčkovi byl na výstavě udělen čestný diplom a bronzová medaile za zásluhy o její zdar. Na pražskou výstavu však byla odeslána jen část z velkého množství nasbíraného materiálu, a protože v té době nebyly v Litovli k dispozici žádné prostory pro uložení sbírky, byl zbytek předmětů vrácen původním majitelům.

### Počátky muzea

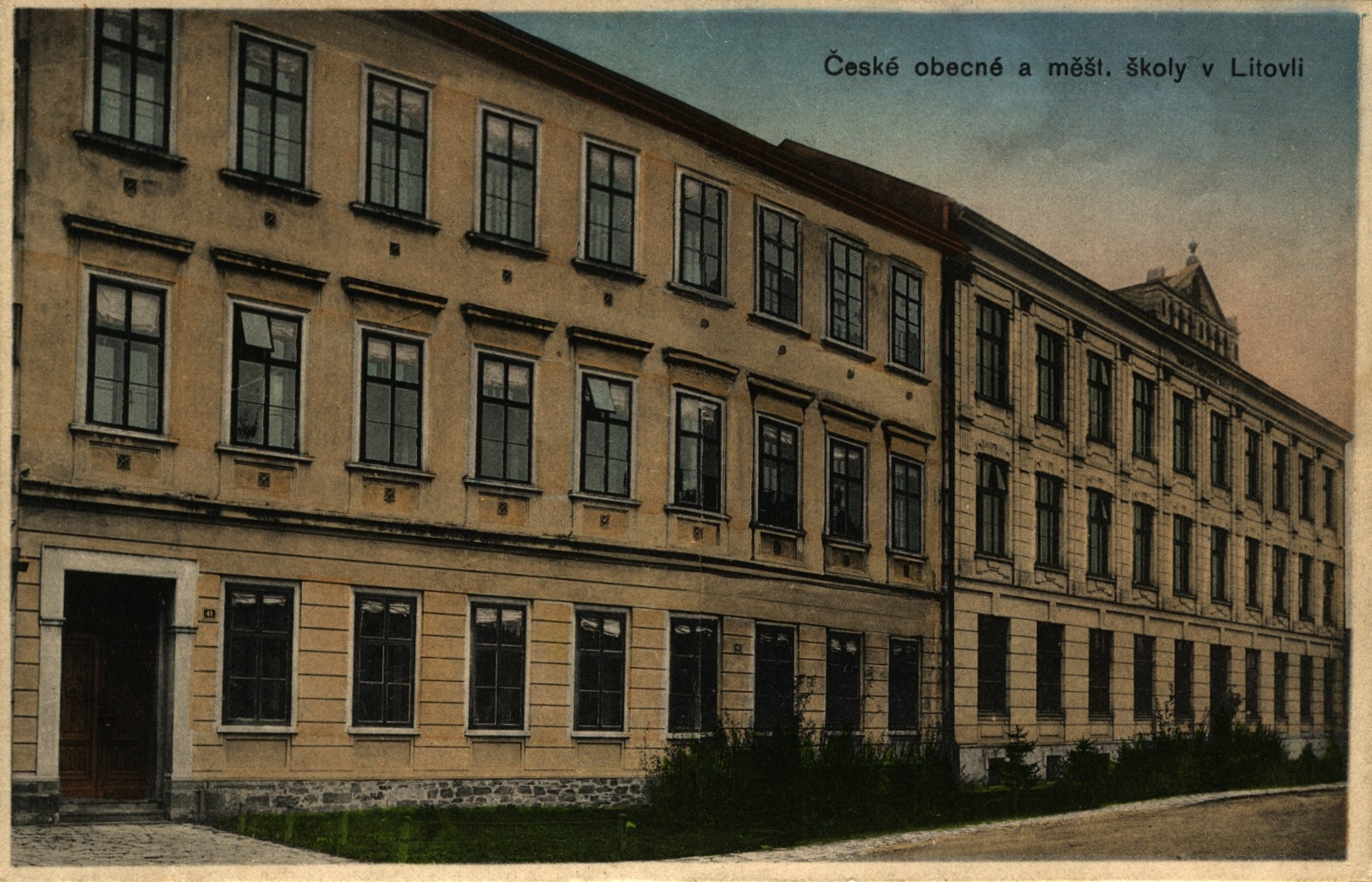
Česká dívčí měšťanská škola (vpravo) na pohlednici z roku 1912. V letech 1906 až 1913 v ní byly umístěny muzejní sbírky.

Roku 1899 poprvé zvítězila v Litovli v obecních volbách česká politická reprezentace a Jan Smyčka se stal náměstkem starosty a prvním radním. Nástup českých zástupců do vedení města také otvíral nové možnosti pro muzejní práci. Jan Smyčka na radnici prosadil zřízení místopisné komise městské rady, která měla uspořádat městský archiv a sbírat místopisné a národopisné památky města a jeho okolí. Archiv i zárodek pozdějších sbírek historických předmětů byly roku 1903 umístěny v právě zřízené Městské knihovně v Jungmannově ulici č. p. 654. Smyčka, který již vlastnil cennou sbírku archeologických nálezů, mimo jiné též z jím objevených pravěkých sídlišť v regionu, koupil roku 1904 společně s Vácslavem Sochou (prvním českým starostou Litovle) od rolníka Karla Fišary z Nákla více než tisíc artefaktů z různých archeologických nalezišť Moravy. Ty se později staly základem archeologické expozice budoucího muzea.

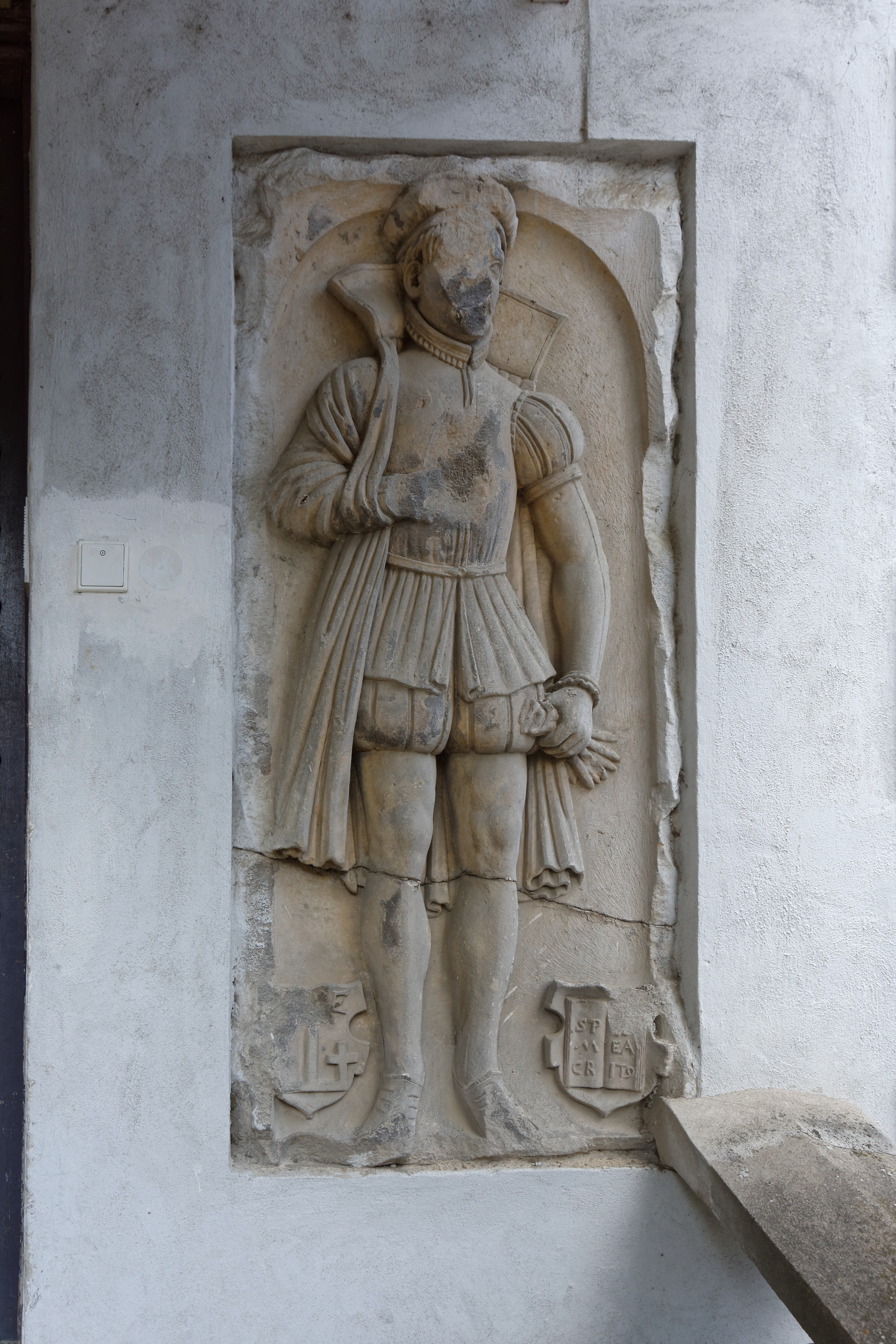
Jeden z renesančních náhrobků zazděných u vchodu do Sochovy vily; stav z r. 2017

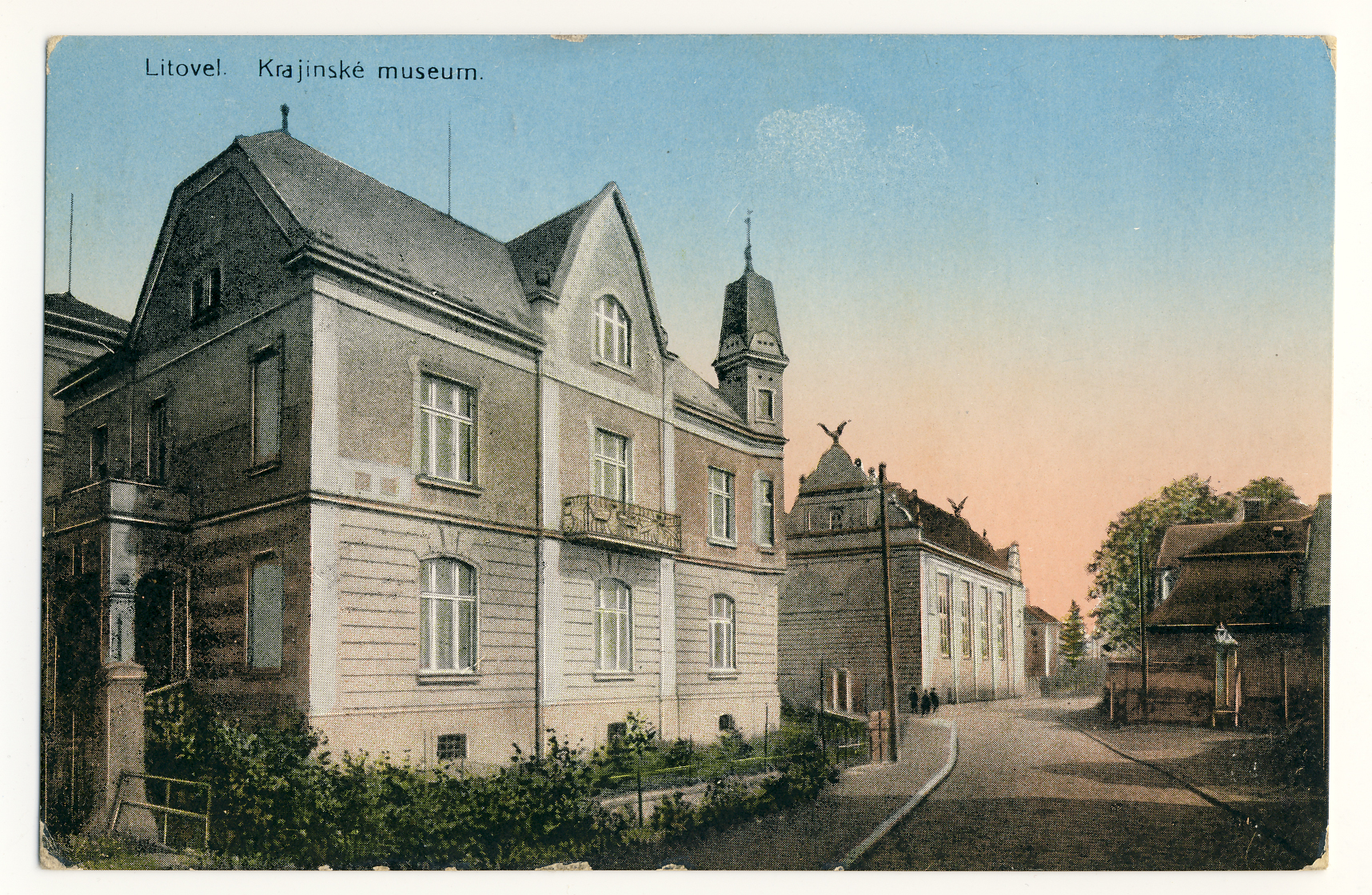
Sochova vila, sídlo muzea v letech 1913–1919

Roku 1906 přidělilo město svému archivu a muzejním sbírkám několik místností v nově postavené české dívčí měšťanské škole v Jungmannově ulici, ovšem zároveň se distancovalo od jejich financování a doporučilo k tomuto účelu zřídit muzejní spolek. Dne 23. prosince 1906 proto byla místopisná komise přeměněna v Krajinskou muzejní společnost v Litovli. Společnost měla 30 členů a v jejím čele stál Jan Smyčka. Přešla na ni veškerá správa městského archivu i vznikajícího muzea. Městu zůstaly ve vlastnictví muzejní zařízení, archivní listiny a numismatická sbírka, která byla pořízena z městských fondů. Jan Smyčka sem následně přestěhoval také své soukromé sbírky krojů, výšivek, kraslic, mincí, listin a archeologických nálezů. Expozici doplňovaly též předměty ze soukromé sbírky Vácslava Sochy.
Veřejnosti se muzeum v dívčí měšťanské škole otevřelo 14. dubna 1907, přičemž v té době bylo přístupné pouze v neděli odpoledne. Zejména jeho archeologické sbírky byly již tehdy ve středu odborného zájmu a byly také důvodem, proč byl první sjezd Moravského archeologického klubu, konaný 14. až 15. července 1907, uspořádán právě v Litovli.
V prostorách školy však nově zřízená instituce nezůstala dlouho, neboť ta si je brzy vyžádala pro své potřeby. Od října 1913 proto přístřeší Muzeu Krajinské muzejní společnosti poskytl ve své nedávno postavené vile v Husově ulici starosta Vácslav Socha. Náročné stěhování sbírek do nového působiště a jejich uspořádávání bylo dokončeno až následujícího roku. Některé sbírkové předměty byly zazděny do zdi u vchodu do muzejních místností (náhrobní kameny, radniční brána, kamenné střílny a koule) a staly se tak trvalou součástí Sochovy vily. Sbírky se v této době dále rozrůstaly, mimo jiné o četné paleontologické nálezy z Mladečských jeskyní a z cihelen v okolí Litovle, či o archeologické artefakty z naleziště popelnicových hrobů u Choliny.

### Mladečské jeskyně

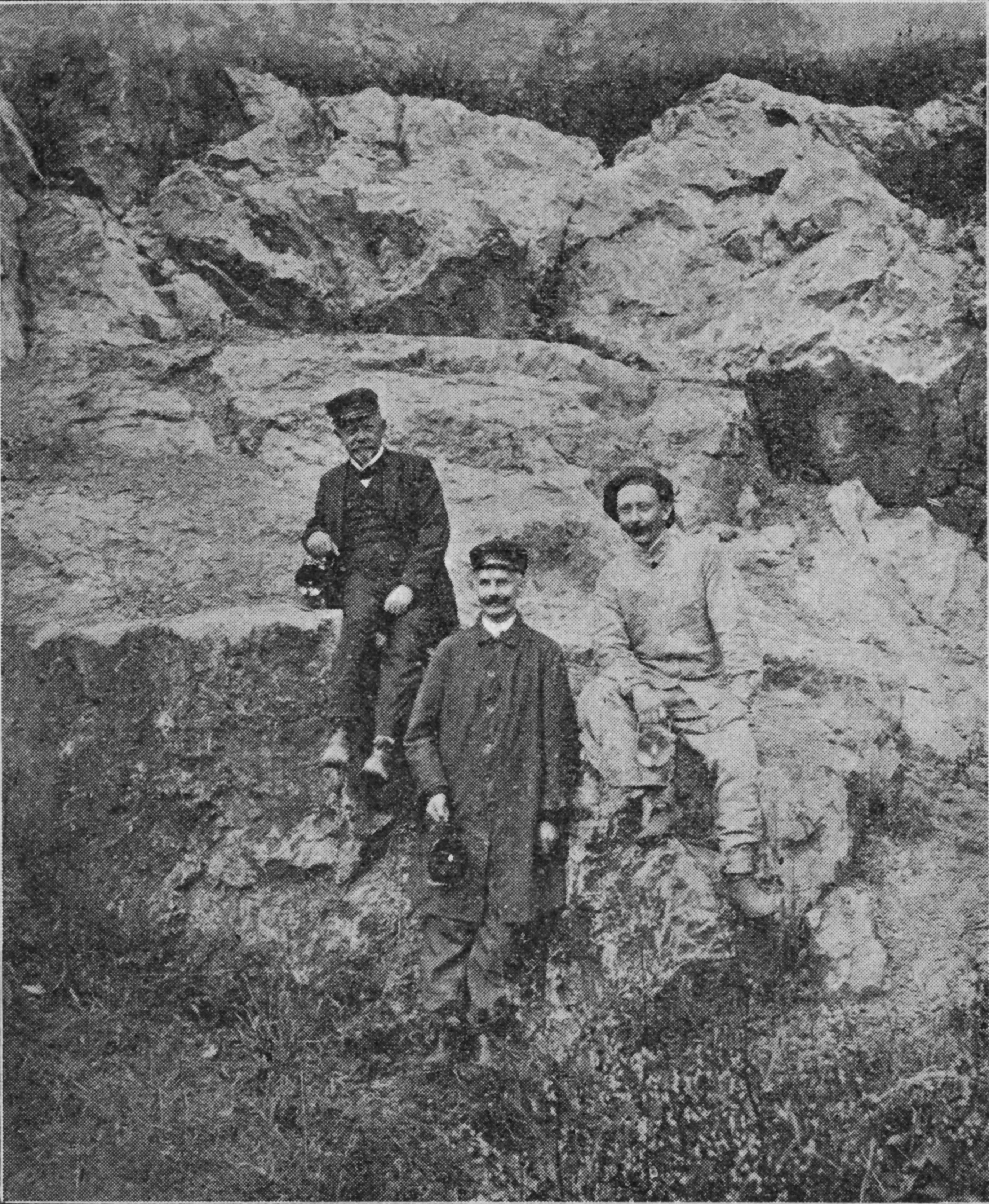
Členové jeskynní sekce Krajinské musejní společnosti v Litovli. Zleva: Otakar Douša, Stanislav Smékal a Josef Fürst.

Litovelské muzeum příležitostně získávalo nové exponáty do své paleontologické sbírky mimo jiné z nálezů v Mladečských jeskyních, ovšem většinou se jednalo o náhodné koupě. Vykopávky v jeskyních totiž prováděl v osmdesátých letech 19. století rakouský archeolog Josef Szombathy, který své nálezy umisťoval v Přírodovědném muzeu ve Vídni, a nálezy moravského amatérského badatele Jana Kniese zase končily v brněnském Moravském muzeu.

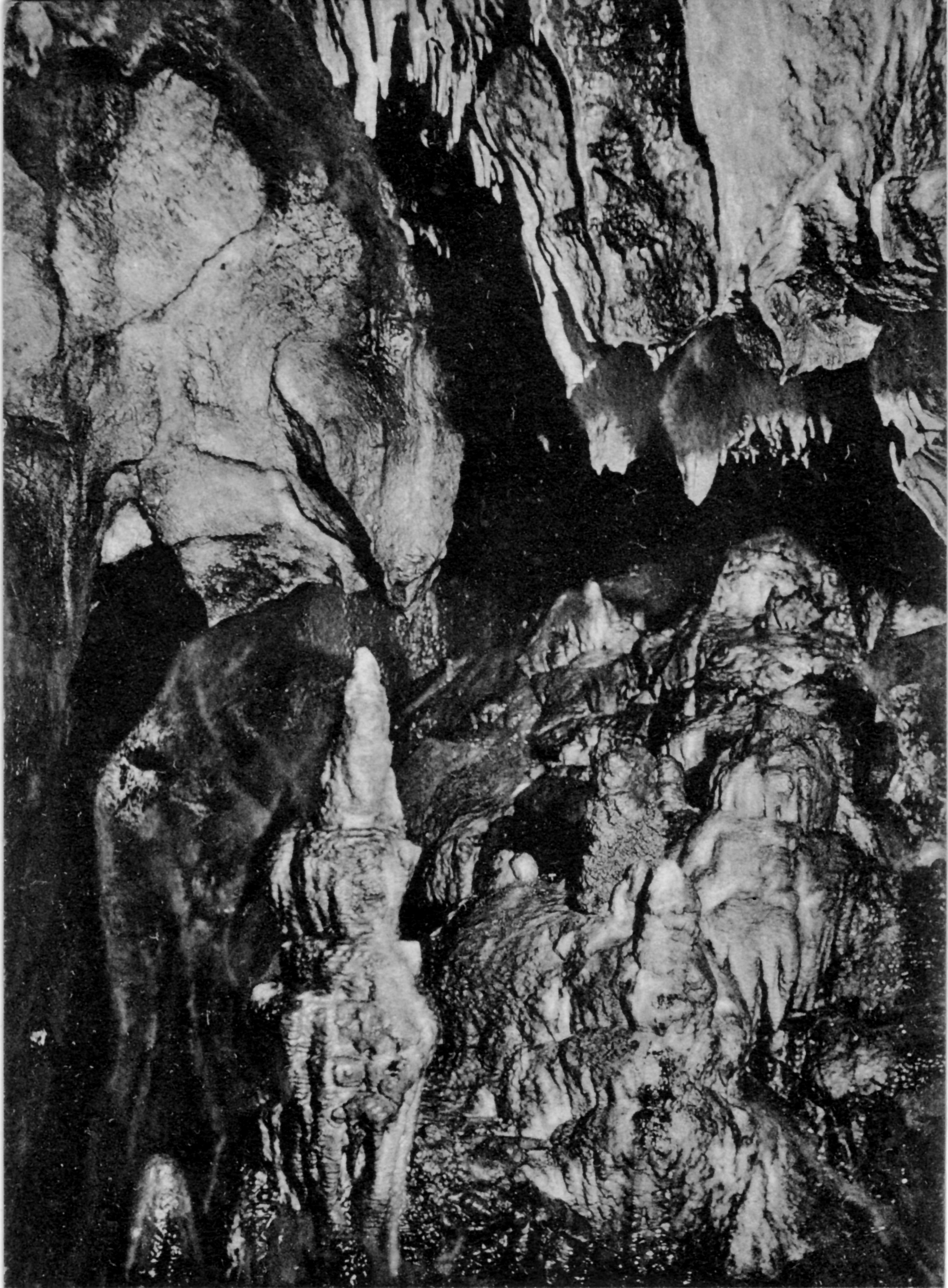
Pohlednice Mladečských jeskyní (před rokem 1926)

Majitelem pozemku, na němž se nacházela tzv. Bočkova jeskyně, byl domkař Alois Nevrlý, který jeskyni využíval především jako výnosný zdroj suvenýrů. Když roku 1910 začal vyjednávat s různými zájemci o prodeji, pochopil to Jan Smyčka jako příležitost pro muzeum a přesvědčil Krajinskou muzejní společnost, aby jeskyni zakoupila. Aby překonal odpor jejích členů, plynoucí z vysoké kupní ceny, musel sám poskytnout potřebné finance. Společnost je nakonec získala 17. února 1911, když za vlastní jeskyně zaplatila 3400 K a za vstup a pozemky nacházející se nad nimi dalších 2600 K. Jiný pozemek nad jeskyněmi byl zakoupen od Anny Havlíčkové za 1310 K. Důležité také bylo, že se podařilo získat svolení k průzkumu a prolamování jeskyní i od majitelů dalších pozemků nad jeskyněmi, manželů Krčkových.
Po koupi jeskyní byla v Krajinské muzejní společnosti ustavena jeskynní sekce, jejímž úkolem byl jejich průzkum a zpřístupnění a jejímž vedením byl pověřen Jan Smyčka. V majetku společnosti, která se ve svých stanovách zavázala, že veškeré archeologické nálezy bude poskytovat litovelskému muzeu, pak jeskyně zůstaly až do jejího zrušení roku 1942.

### Přesun muzea a archivu do bývalé střelnice
Během první světové války byl rozvoj muzea dočasně zpomalen. Do určité míry to bylo způsobeno také tím, že Vácslav Socha roku 1914 odstoupil z funkce starosty a do čela města byl (jako úřadující náměstek) postaven Jan Smyčka, který se pak nemohl muzeu věnovat tolik jako dříve. V té době již přízemí Sochovy vily nepostačovalo bohatým sbírkám a mnoho exponátů zde bylo umístěno pouze ve veřejnosti nepřístupném skladišti.
Po válce pak Jan Smyčka daroval všechny své soukromé sbírky, jejichž hodnota byla vyčíslena na 30 000 K, městu Litovel, založil pro financování jejich údržby fond o hodnotě 10 000 K a současně se v darovací listině zavázal k bezplatné pomoci. Později pak ve své závěti fond ještě navýšil na 15 000 K. Podobně také na město převedla veškerý svůj majetek včetně sbírek v hodnotě 20 000 K Krajinská muzejní společnost. Dne 12. července 1919 pak městské zastupitelstvo rozhodlo, že muzeum bude ze Sochovy vily přemístěno do prvního patra historické budovy bývalé střelnice. Veřejnosti se pak v novém sídle otevřelo 16. května 1920. Nedlouho na to byla zvolena dvacetičlenná muzejní rada, která měla pečovat o sbírky a archiv a také dostala na starosti správu Mladečských jeskyní, takže muzejní společnost se již nadále starala jen o jejich průzkum a rozšiřování zpřístupněných částí. Polovinu členů rady volilo městské zastupitelstvo a druhou polovinu si pak rada kooptovala sama. Složení zvolené rady bylo velmi reprezentativní: jejím prvním předsedou byl Jan Smyčka a dalšími členy byli například ředitel reálného gymnázia Josef Fürst, ředitel okresní nemocenské pokladny Metoděj Charvát, ředitel Záložny František Nedoluha, velkoobchodník Stanislav Smékal, okresní školní inspektor Vladimír Novotný, knihtiskař Albín Smetana a učitelé reálného gymnázia v Litovli Jaroslav Bílek a Eugen Stoklas. Následně rada zvolila Jana Smyčku také správcem muzea pověřeným starostí o sbírky a odborným vedením instituce. Všechny uvedené funkce byly čestné a zvolené osobnosti je vykonávaly bezplatně.

### Do druhé světové války
Roku 1923 získalo muzeum velmi cenný příspěvek do své archeologické sbírky, neboť mu byly po téměř dvaceti letech vydány pozůstatky pravěkého člověka (z období aurignacienu) nalezené v Mladečských jeskyních roku 1904. Jan Smyčka se snažil tyto cenné exponáty získat pro Litovel již po jejich objevu, ovšem tehdy ještě neuspěl a nález byl umístěn v loveckém museu v Úsově patřícímu rodu Lichtenštejnů.

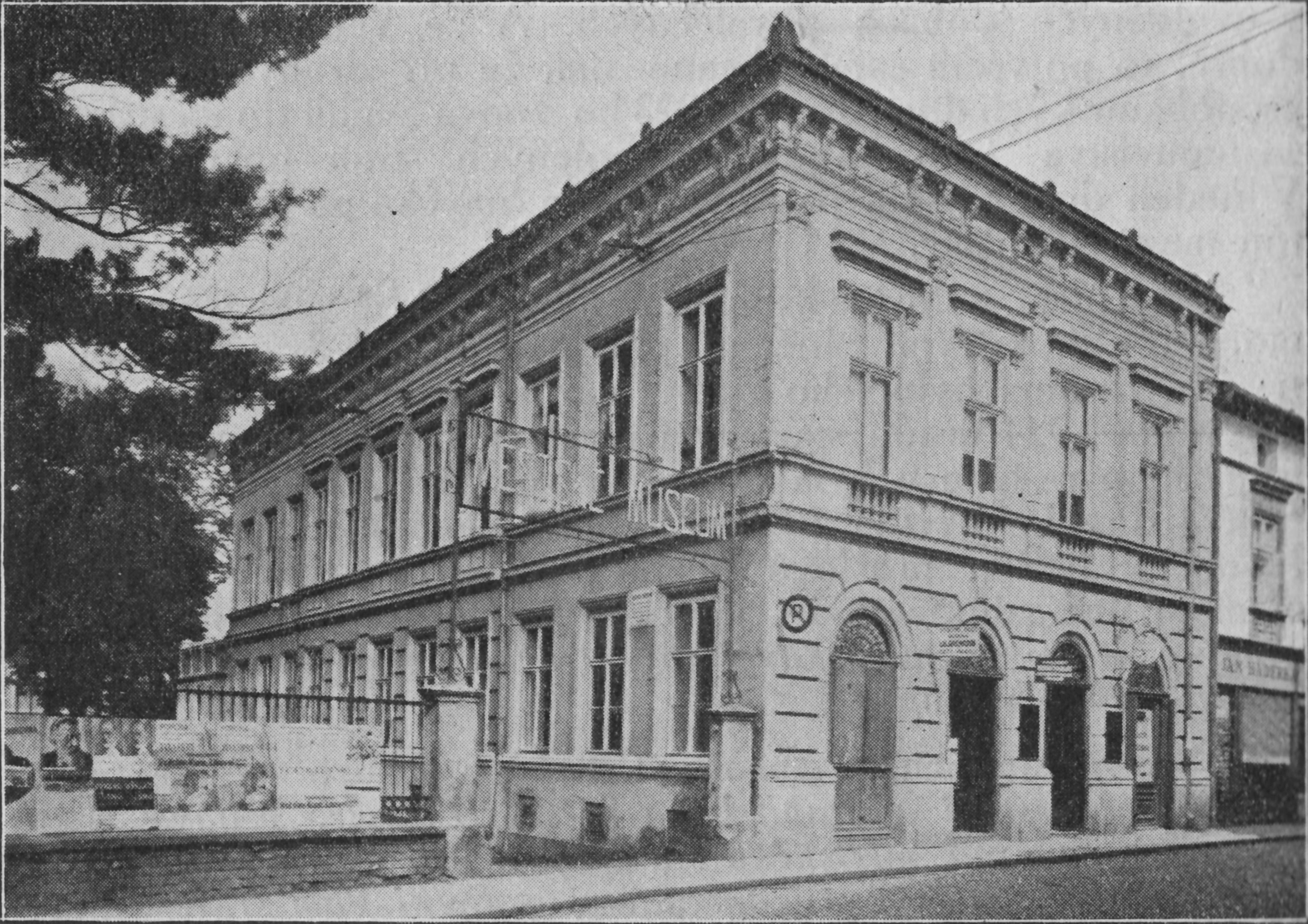
Vstup k muzeu vedle domu, který patřil Janu Smyčkovi, před rokem 1937.

Protože Jan Smyčka se po první světové válce začal více věnovat spíše komunální politice a správě města a později zase čelil vážným zdravotním problémům, byl nakonec 26. února 1925 do bezplatné funkce správce muzea a archivu jmenován Smyčkův muzejní spolupracovník Karel Sedlák. Tento učitel litovelského reálného gymnázia, první městský kronikář a aktivní účastník litovelského veřejného života dokázal navázat na úspěchy Jana Smyčky a za jeho působení muzeum dosáhlo vysoké odborné úrovně a významně rozšířilo své sbírky. Kromě vedení muzea se intenzivně podílel i na dalších činnostech, jako konzervování prehistorických nálezů či sbírání kramářských písní, zejména ale významně přispěl k dalšímu zpracování a zpřístupnění muzejních sbírek. Ve funkci zůstal až do prvních let druhé světové války.
I po přesunu muzea do budovy střelnice zůstávala v přízemí budovy ještě nějakou dobu restaurace, jejímž nájemcem byl v letech 1920 až 1925 Fabian Hopian a po něm do roku 1929 Matěj Pavlík. Umístění muzea v prvním patře však vyvolalo potřebu různých stavebních úprav, které městská rada roku 1926 zadala místnímu staviteli Františku Matouškovi, přičemž jejich plány vypracoval stavitel Jan Macháček, rovněž z Litovle. Podle jím sestaveného rozpočtu měla adaptace přijít na téměř 30 tisíc korun. V budově byly odstraněny některé příčné zdi, rozšířena okna, odbourány střílny a zřízena nová spíž. Stavba dostala také novou podlahu, dveře a omítky.
Roku 1928, u příležitosti 10. výročí vyhlášení československého státu, se městská rada usnesla, že budovu přejmenuje na Masarykův osvětový dům a vypověděla k následujícímu roku nájem restauraci v přízemí, čímž byly získány prostory pro přestěhování městského archivu z měšťanské školy v Komenského ulici. Kromě institucí přímo spojených s muzeem, kterými byly Krajinská muzejní společnost a Muzejní rada, mohly dům využívat ještě Okresní osvětový sbor, Spolek československého červeného kříže, Okrašlovací spolek a Místní osvětová komise.

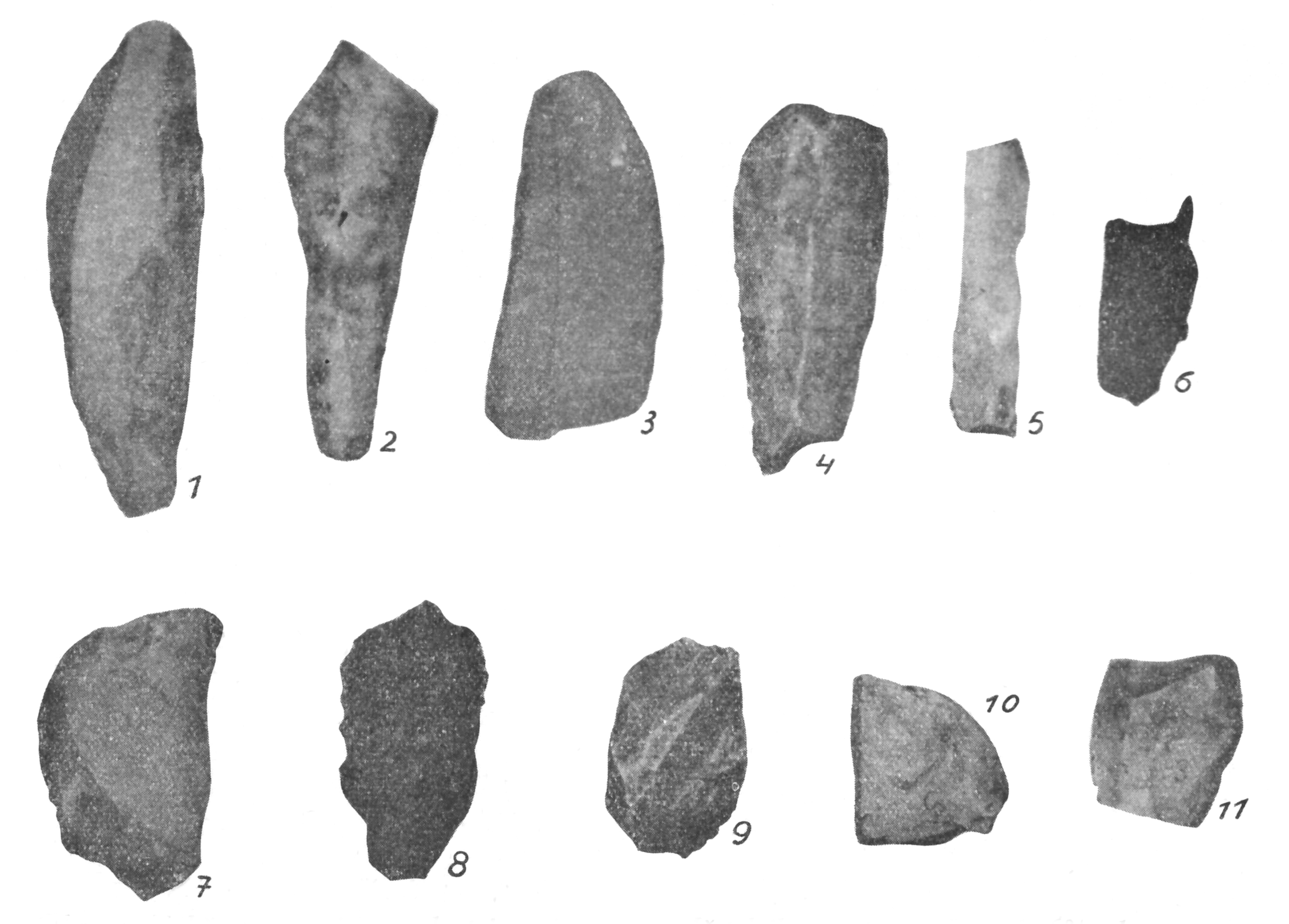
Paleolitické nálezy, které bývaly součástí archeologické sbírky muzea. Čísla 1–3, 5–8 a 11 jsou z Plavatiska (jižní a jihovýchodní svah vrchu Třesín) a čísla 4, 9 a 10 z jeskyně Podkova, obojí poblíž Mladče.

Roku 1926 byly také významně obohaceny muzejní sbírky, když Městská rada zakoupila ve Vídni za 3120 Kč listiny městského archivu ze 14. století, ztracené v šedesátých letech století 19. Roku 1927 došlo také ke změně ve vedení muzejní rady, jejímž předsedou byl zvolen obchodník Stanislav Smékal, ovšem o rok později byl vystřídán Vladimírem Novotným. Tento penzionovaný školní inspektor se do muzea zapsal především tím, že uspořádal městský archiv a pořídil opis jedné z nejstarších písemných památek Litovle, Městské knihy (Littauer Stadtbuch), který se dnes nachází v archivu v Olomouci. Funkci předsedy rady vykonával až do své smrti roku 1936, kdy po něm byl zvolen učitel litovelského gymnázia Eugen Stoklas.

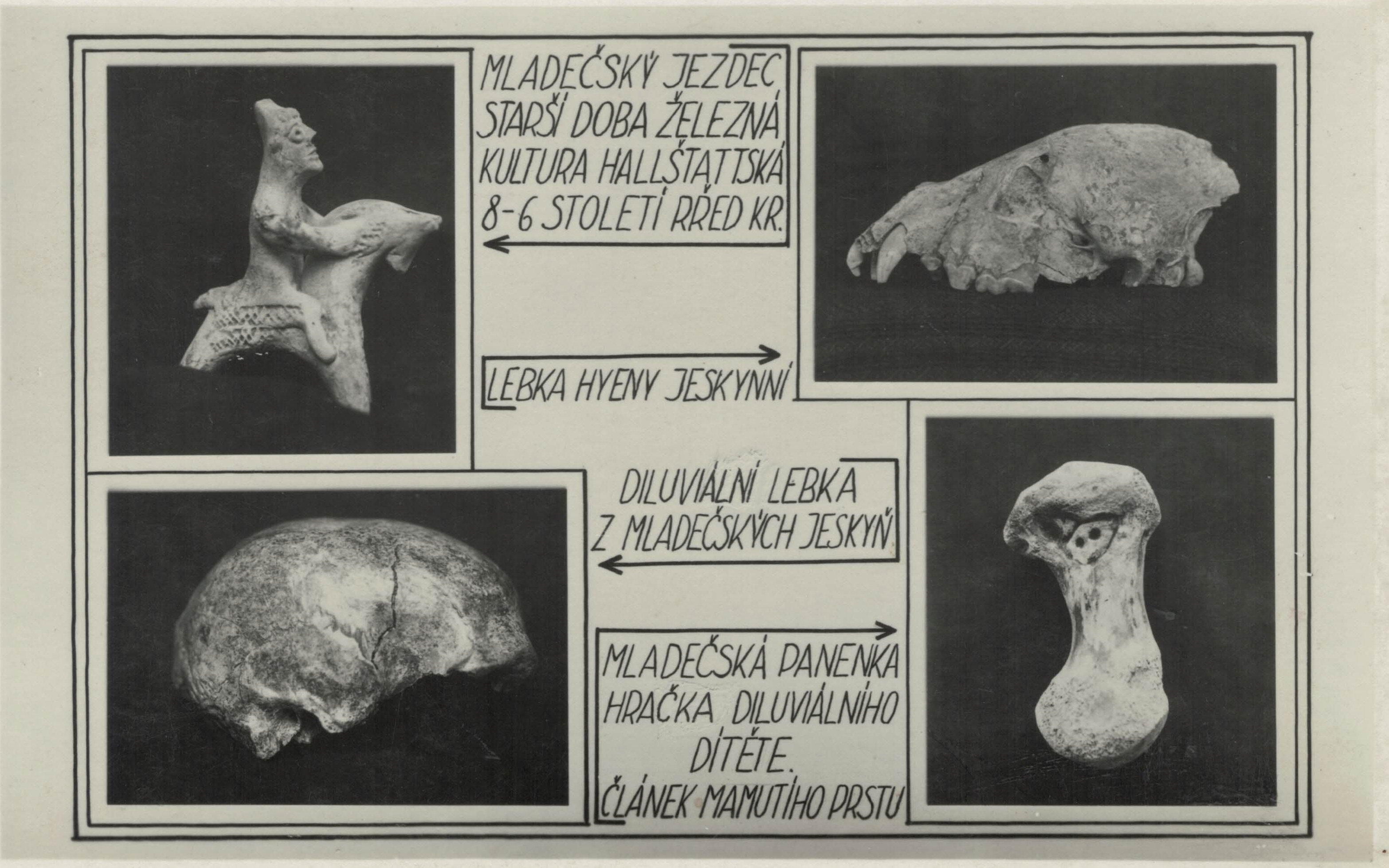
Některé archeologické nálezy z Mladečských jeskyní, které bývaly součástí sbírek muzea

Bývalá budova střelnice se zapsala také do dějin komunistického hnutí v kraji, když v hostinci v přízemí roku 1927 uspořádala místní buňka Komunistické strany Československa v rámci prvomájových oslav tak zvaný tábor lidu. Mělo se jednat o první veřejné komunistické vystoupení na Litovelsku a účastnilo se ho údajně na 200 osob.
V této době bylo muzeum velmi aktivní, a to nejen na Litovelsku, ale jeho činnost měla mnohem širší dosah. Muzeum bylo členem řady muzejních a národopisných spolků, konkrétně Matice moravské, Národopisné společnosti československé, Společnosti přátel starožitností, Svazu československých museí, Vlasteneckého spolku musejního v Olomouci, Národopisného a průmyslového musea v Prostějově, Numismatické společnosti československé a samozřejmě Krajinské musejní společnosti v Litovli. Začátek třicátých let se však pro budovu muzea mohl stát osudovým. Při hledání místa pro sídlo okresního úřadu roku 1930 totiž padl návrh, aby byla stará muzejní budova zbořena a nový úřad byl vystaven na jejím místě. Kromě muzejní rady se však proti návrhu ohradil také Státní památkový úřad, takže od tohoto záměru bylo upuštěno.

### Druhá světová válka a poválečná léta
Německá okupace během druhé světové války významně zasáhla do správy muzea, které bylo přímo podřízeno vládnímu komisaři města Fritzi Mekiskovi. Správce Karel Sedlák byl 19. července 1940 po patnácti letech z vedení muzea odvolán, o rok později pak pro své protiněmecké smýšlení dokonce i uvězněn a po propuštění přeložen do Přerova. Ve funkci ho nahradil předseda muzejní rady Eugen Stoklas. Tomu se i v této době podařilo udržet muzeum na dobré úrovni, za což mimo jiné vděčil také podpoře rozporuplné osobnosti nacistického představitele města, ale zároveň lokálního patriota Fritze Mekisky. Dne 15. května 1942 skončily dějiny litovelské Krajinské muzejní společnosti, kterou zemský výbor v Brně rozpustil. Eugen Stoklas se nakonec v červnu 1944 ze zdravotních důvodů vzdal funkce a po něm se do konce války ještě ve vedení muzea vystřídali ředitel školy v Senici na Hané Josef Husička (13. září 1944 zatčen za protifašistickou činnost a podporu partyzánů), Ladislav Mezník a Alois Šrot.
Krátce před koncem války litovelské muzeum zapůjčilo část exponátů ze své archeologické sbírky na pokyn Fritze Mekisky muzeu Anthropos v Brně, které je deponovalo na zámku Mikulov. V dubnu 1945 však zámek za nevyjasněných okolností téměř celý do základů vyhořel a všechny zapůjčené litovelské muzejní exponáty byly během požáru rovněž zcela zničeny. Informace o nich zůstaly zachovány pouze v dokumentech, od roku 1980 uložených v Okresním archivu Olomouc.
Ihned po osvobození města převzal muzeum i městský archiv místní národní výbor. Protože zrušená Krajinská muzejní společnost již po válce svou činnost znovu neobnovila, připadl její majetek (především muzejní exponáty a také Mladečské jeskyně) v souladu s jejími stanovami městu. Městská rada jmenovala Komisi pro správu jeskyní a v březnu 1946 byly jeskyně oficiálně převedeny na město. Předválečnou muzejní radu nahradila v prosinci 1946 muzejní a archivní komise při Místním národním výboru v Litovli, jejímž předsedou byl v květnu 1947 jmenován odborný učitel Stanislav Nedoma.
Po válce se do Litovle vrátili oba bývalí správci muzea Karel Sedlák a Josef Husička. Protože Karel Sedlák byl vzápětí jmenován ředitelem litovelského gymnázia, nastoupil v muzeu pouze do funkce konzervátora pro historické památky v litovelském okrese. Správa muzea tak zůstala v rukou Aloise Šrota (ačkoliv ten chtěl na funkci rezignovat), kterého v květnu 1947 nahradil druhý zmíněný navrátilec Josef Husička.
Litovelské muzeum bylo po většinu své dosavadní existence těsně spjato též s městským archivem. V závěru roku 1946 však místní národní výbor na návrh Zemského archivu v Brně rozhodl, že obě instituce budou odděleny, a přes odpor Karla Sedláka nechal archiv přestěhovat do tehdejšího Národního domu na náměstí Přemysla Otakara. Tam se nacházel ve stavu naprostého chaosu do listopadu 1949, kdy mu byly přiděleny prostory v bývalém městském chudobinci v tak zvaném Domě soukenického cechu na dnešním náměstí Svobody.

### Okresní muzeum
První návrhy, aby město Litovel darovalo muzeum litovelskému okresu, se objevily roku 1951, přičemž změnu podporoval i jeho správce Josef Husička. Navrhovatelé předpokládali, že okres může instituci snadněji financovat a že má také lepší přístup ke státním dotacím. Rada Městského národního výboru Litovel předání muzea Okresnímu národnímu výboru Litovel schválila 25. září 1953, ovšem za podmínky, že okresní muzeum bude mít sídlo v Litovli, a to i v případě, že by sídlo okresu bylo přeloženo do jiného města. Předávací smlouva výslovně stanovovala, že v případě, že by tato podmínka nebyla dodržena, bude převod považován za neplatný a okres uvede muzeum do původního stavu před předáním. K fyzickému předání celého muzea, to jest budovy i veškerých sbírek, pak došlo 1. ledna 1954, kdy bylo muzeum zároveň přejmenováno na Okresní muzeum v Litovli. Odborně na něj dohlížela okresní muzejní rada, ustavená roku 1954, a metodickým dohledem bylo pověřeno Krajské vlastivědné muzeum v Olomouci.
V únoru 1953 byl do funkce správce znovu ustanoven Alois Šrot a zpočátku jím zůstal i ve změněných poměrech, ovšem brzy ho vystřídal dlouholetý pracovník muzea Karel Sedlák. Ten roku 1955 navrhl další přejmenování muzea na Okresní muzeum Dr. Jana Smyčky v Litovli, ovšem nezískal podporu ministerstva školství a kultury a na začátku roku 1956 pak bylo muzeum přejmenováno na Okresní vlastivědné muzeum v Litovli.
Roku 1955 přišlo město Litovel o Mladečské jeskyně, které byly převedeny pod národní podnik Turista. Sbírky muzea však byly v těchto letech nadále významně obohacovány. Podle zprávy Karla Sedláka z roku 1956 dosáhla jeho péčí budovaná muzejní sbírka kramářských písní počtu 4301 kusů. Muzeu byl také věnován starý hodinový stroj z radniční věže, pocházející z roku 1572, který byl během Vánoc roku 1958 nahrazen novými hodinami. Dalším významným ziskem byl depot 60 mincí z 15. až 17. století, nalezených roku 1959 během demolice cechovního domu řezníků v Masarykově ulici.
Roku 1956 však muselo být muzeum z důvodu generální opravy budovy veřejnosti uzavřeno. Karel Sedlák zůstal správcem do roku 1960, kdy odešel do penze. Vděku za svou práci pro muzeum se však nedočkal. V té době trpěl ústrky komunistických orgánů, byl vystěhován z bytu a nakonec se z Litovle odstěhoval do Olomouce. Posledním správcem litovelského muzea před ztrátou jeho samostatnosti se nakrátko stal archeolog Jan Beneš.

### Ve správě Vlastivědného ústavu v Olomouci
Roku 1960 byl v rámci reformy územně správního uspořádání státu zrušen okres Litovel a stal se součástí okresu Olomouc. V souvislosti s tím bylo i litovelské okresní muzeum převedeno do správy Vlastivědného ústavu v Olomouci. V následujících desetiletích byla budova muzea opakovaně opravována, přičemž muzejní sbírky byly postupně přesouvány z Litovle do Olomouce. Mezi jednotlivými rekonstrukcemi se uskutečnila také řada významných malířských a místopisných výstav. Po listopadové revoluci roku 1989 město Litovel nějaký čas vážně usilovalo o navrácení sbírek, ovšem po mnoha jednáních nakonec tento záměr opustilo. V závěru 90. let bylo nakonec muzeum, jehož budova se stále nacházela ve špatném technickém stavu, zcela zrušeno a jeho sbírky tak definitivně zůstaly v Olomouci.

#### 60. léta
Po ztrátě samostatnosti litovelského muzea roku 1960 vypracoval Vlastivědný ústav v Olomouci jako jeho nový správce koncepci jeho oprav a budoucího uspořádání. Uvažovalo se o tom, že muzeum se bude profilovat jako zemědělské, proti čemuž se vyjádřila školská a kulturní komise Městského národního výboru. Město také protestovalo proti tomu, aby z Litovle byly odvezeny nashromážděné muzejní sbírky, přesto však jejich část byla převedena do jiných pracovišť olomouckého ústavu, čímž byl porušen závazek z převodní smlouvy z roku 1953.
V této době se také konečně přikročilo k opravám uzavřené budovy, které připadly Okresnímu stavebnímu podniku v Litovli a zahrnovaly především novou střešní krytinu, elektroinstalaci, nové omítky ve výstavních sálech, výměnu oken a dveří, vyspravení parket v sálech prvního poschodí a vybetonování podlah v depozitářích. Fasáda byla opravena jen na přední straně. Prostor před budovou dostal parkovou úpravu. Dne 8. května 1965 bylo muzeum znovu otevřeno, přičemž návštěvníky v něm čekala nová expozice o dvou částech nazvaných Z minulosti Litovle a Výstavba vesnice. Provedené práce však nebyly dostatečné a muzejní sbírky se nadále nacházely v nevyhovujícím vlhkém a studeném prostředí.
Kromě stálé expozice muzeum také připravovalo příležitostné krátkodobé výstavy. Zpočátku bylo několik z nich zaměřeno na prezentaci děl osobností spojených s litovelským Reálným gymnáziem, které slavilo 65. výročí svého založení. Například roku 1966 byla přímo jako součást zahájení oslav otevřena výstava obrazů absolventa gymnázia akademického malíře Aloise Kučery a následujícího roku v muzeu zase vystavoval další absolvent gymnázia akademický malíř František Doubrava.
Dalšími významnějšími výstavami po znovuotevření byla roku 1967 výstava Lidové umění na Hané a výstavy obrazů Jóži Úprky a plastik Františka Úprky a v závěru roku 1968 výstava obrazů akademického malíře Aljo Berana. Muzeum také začalo znovu budovat své sbírky, do nichž přibylo například osm hanáckých krojů, sokolský kroj, mnoho starých náboženských obrázků, vzácný kříž jako doklad lidového umění či výrobky litovelských hrnčířů, které se roku 1969 staly součástí nové stálé expozice Litovelská hrnčina.

#### 70. a 80. léta
Mezi významnější výstavy začátku 70. let patří například tři expozice z roku 1971, a sice výstava obrazů akademického malíře Jindřicha Lenharta, výstava z děl olomouckých malířů let 1921–1971 a výstava Již nikdy fašismus, uspořádaná Svazem protifašistických bojovníků. Následujícího roku pak začala další generální rekonstrukce muzea, jejímž cílem bylo především zajistit statiku budovy. Na opravy bylo vyčleněno více než 1 milion korun. V důsledku těchto prací bylo muzeum znovu zavřeno a všechny jeho sbírky, včetně ceněné sbírky archeologické, byly převezeny do depozitářů Vlastivědného ústavu v Olomouci, odkud se již do Litovle nikdy nevrátily. Rekonstruovaná budova se veřejnosti opětovně otevřela až 14. září 1975, a to s novou stálou expozicí Z klenotnice lidové kultury Hané. Po krátké době však byly zahájeny další adaptační práce, které si opět vyžádaly dočasné uzavření, a to od podzimu 1976 do jara 1977.
V 70. letech byla v přízemí budovy otevřena expozice gramofonů obsahující jak přístroje historické, tak i moderní vyrobené v místním podniku Tesla Litovel. Mezi oběma rekonstrukcemi proběhla v muzeu opět výstava výtvarných prací Aloise Kučery, uspořádaná k jeho nedožitým sedmdesátinám. V dalších letech pak následovalo mnoho výstav především regionálních umělců, mezi nimi například výstava plastik olomouckého sochaře Rudolfa Doležala.
V únoru 1980 předalo muzeum Okresnímu archivu v Olomouci obsah své spisovny sestávající z různých písemností pocházejících především z let 1928 až 1960 a ojediněle obsahující též starší položky pocházející až z roku 1902. Ty z písemností, které měly trvalou historickou hodnotu, byly nejprve uloženy v litovelském pracovišti Okresního archivu v Domě soukenického cechu a roku 1996 byly přemístěny do nové budovy Státního okresního archivu v Olomouci v ulici U Husova sboru. Předaná muzejní registratura byla řazena jen chronologicky, což badatelům velmi stěžovalo orientaci. Pracovníci archivu je uspořádali a inventarizovali až na jaře roku 2008. Dokumenty byly během inventarizace z větší části zařazeny do archivního fondu Okresní vlastivědné muzeum Litovel a z menší části též do osobního fondu Jana Smyčky a do fondu Archiv města Litovel. Tyto dokumenty jsou cenným zdrojem informací nejen o historii muzea a jeho někdejších sbírkách v uvedeném období, ale též o významných litovelských osobnostech jako Jan Smyčka či Karel Sedlák.
Roku 1983 byly v budově muzea opět zahájeny další rekonstrukční práce a muzeum proto bylo znovu uzavřeno. Pouze v jeho přízemí se střídaly krátkodobé výstavy, jako například roku 1986 výstava ke stému výročí zahájení provozu na železniční trati Červenka–Litovel. Exponáty z gramofonové expozice si vyžádal zpět jejich majitel Tesla Litovel, a protože jednání o jejich bezúplatném převodu na muzeum skončilo nezdarem, musely být vráceny a podnik je následně rozprodal. Budova měla být během rekonstrukce znovu staticky zajištěna, což měl na starosti podnik Geologický průzkum Rýmařov a stavební práce vykonávala stavební skupina JZD Haňovice. Roku 1989 se však v části hlavního sálu propadl strop a při dalším ohledání se zjistilo, že celé jižní křídlo budovy napadla dřevomorka domácí. Práce se proto protáhly až do dubna 1992.

#### Snahy o převod muzea na město
Na začátku 90. let projevilo město zájem o opětovný převod muzea do své správy a v roce 1991 požádalo Vlastivědné muzeum v Olomouci (což byl nový název dřívějšího Vlastivědného ústavu) o navrácení sbírek i budovy muzea do svého majetku. Po jednáních se obě strany dohodly na kompromisním řešení, podle kterého byla na město převedena budova, ovšem k převodu sbírek mělo dojít až budou v Litovli zajištěny vhodné depozitáře. Provoz muzea zůstal nadále v režii Vlastivědného muzea Olomouc.
V dubnu roku 1992 bylo opravené muzeum opětovně otevřeno, a to expozicí moravské kartografie. Následovala řada dalších výstav, z nichž nejúspěšnější byla výstava karikaturisty a ilustrátora Jiřího Wintra Neprakty Kreslený humor. Olomoucké muzeum požádalo město Litovel, aby na něj ze svého majetku bezúplatně převedlo entomologickou sbírku, kterou za první republiky založil místní cestovatel Alois Nerušil z exponátů, jež si dovezl z Jižní Ameriky. Městské zastupitelstvo uznalo, že v Litovli pro péči o sbírku nebyly vhodné podmínky, a s převodem souhlasilo.
Naopak další jednání o převodu původních sbírek litovelského muzea na město Litovel proběhla v roce 1994, neboť město splnilo podmínku olomouckého muzea, že musí nejprve zajistit potřebné vhodné prostory. Nové depozitáře měly být v budově kina. Vlastivědné muzeum se také zavázalo, že zajistí novou stálou expozici zaměřenou na litovelskou historii. Než se tak stalo, byla v září 1994 otevřena stálá expozice věnovaná místnímu rodákovi, zápasníku Gustavu Frištenskému. 13. července 2005 pak Vlastivědné muzeum splnilo slib otevřením výstavy Z dějin Litovle. Převod vlastních sbírek se však stále oddaloval, a když se nakonec roku 1996 městská rada v této věci obrátila na Ministerstvo kultury České republiky, obdržela odpověď, že převod sbírek je možný jen pokud je Vlastivědné muzeum samo vyřadí ze své evidence jako přebytečné. Městská rada nakonec po dalších jednáních změnila názor a z důvodu finanční náročnosti péče o sbírky se rozhodla o jejich převod zatím znovu neusilovat.

#### Zrušení litovelské pobočky Vlastivědného muzea Olomouc
Ve druhé polovině 90. let se již začala výstavní aktivita muzea snižovat, což bylo v srpnu roku 1997 završeno povodní, během níž bylo zaplaveno přízemí budovy. V reakci na to byla výstavní činnost prakticky zastavena, pouze v patře zůstala expozice map a litovelských dějin, přičemž otevírací doba se omezila jen na dva dny v týdnu. To dohromady vedlo k drastickému poklesu návštěvnosti. Památkový ústav Olomouc následně zjistil, že budova se nachází ve velmi špatném stavu, který povodeň ještě dále zhoršila. Vinou špatné krytiny do budovy zatékalo. Vlastivědné muzeum se po jednáních s Památkovým ústavem a městem Litovel rozhodlo výstavní činnost v přízemí neobnovit a ponechat pouze expozice v patře. V té době se v muzeu stále ještě nacházely některé významné exponáty. Mezi nejvzácnější patřily například pozdně gotické sochy Panny Marie a svatého Jana Evangelisty ze skupiny Ukřižování, čtyři střelecké řetězy určené původně pro vítěze každoroční soutěže střelby z kuše na figuru ptáka a také z výtvarného hlediska velmi významná sbírka litovelských hrnčířských výrobků z 19. století. Na začátku ledna 1999 však Vlastivědné muzeum svou litovelskou pobočku zcela zrušilo a o několik měsíců později byly z Litovle odvezeny i poslední exponáty.

### Městské muzeum

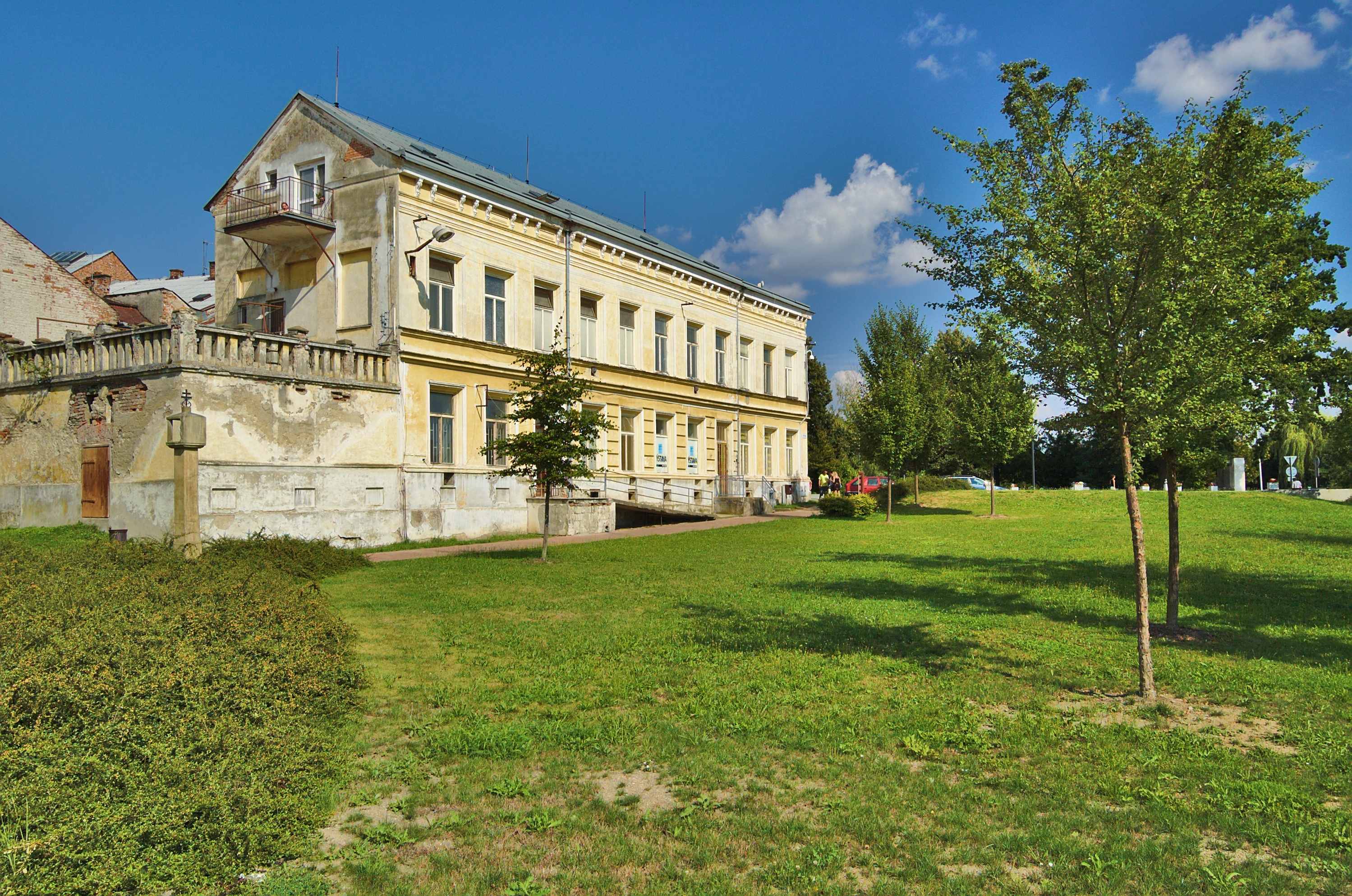
Pohled od muzea na budovu s muzejním depozitářem v ulici 1. máje č. p. 800 krátce před opravou. Zděná terasa vlevo byla při rekonstrukci zbourána.

Na opravách budovy zrušeného muzea se začalo pracovat v květnu 1999, přičemž práce byly zadány firmě Archatt Brno. Do konce roku byly opraveny střechy a částečně byla budova odvlhčena a opravena její fasáda. Poté byla rekonstrukce na rok zastavena, aby přízemí objektu po povodni lépe vyschlo, a znovu se rozběhla roku 2001 pod vedením olomouckého podniku TS a. s. Během prací byly také zničeny a rozvezeny poslední pozůstatky městských valů ve Smyčkově ulici za budovou muzea. Rekonstrukce se nakonec protáhla až do roku 2004. Částečně to bylo z důvodu nedostatku financí, kvůli němuž byly v roce 2003 práce na čas zastaveny, a také z důvodu pomalu postupující výstavby nové kanalizace ve městě, neboť bez kanalizační přípojky nemohla být budova zkolaudována.

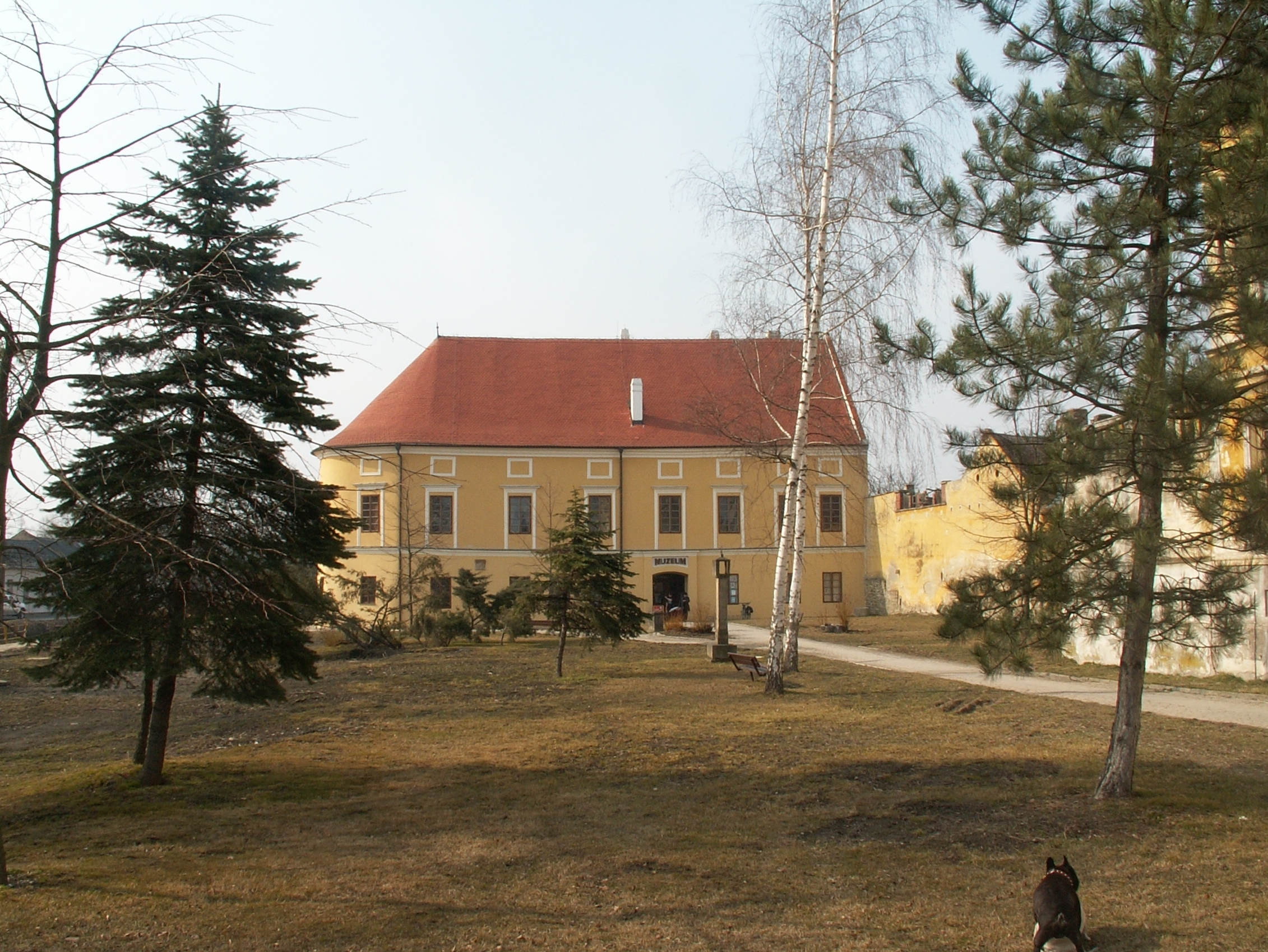
Budova a okolí muzea roku 2005

Již během oprav budovy městská rada současně jednala o obnovení muzea. Vlastivědné muzeum Olomouc však jednoznačně odmítlo odvezené sbírky do Litovle vrátit a neúspěchem skončil také návrh na obnovení jeho litovelské pobočky. V září 2003 byla vedoucí chystaného muzea jmenována Zdena Frištenská, která na počátku roku 2004 začala z darů občanů znovu budovat nové muzejní sbírky. Jejím přičiněním byl také znovu založen muzejní spolek, který na své ustavující schůzi 31. března 2004 přijal název Muzejní společnost Litovelska.
Muzeum bylo slavnostně otevřeno 11. září 2004 během Litovelských slavností. Začátky však byly velmi skromné, neboť obnovené muzeum nemělo prakticky žádné vlastní sbírky. Prvními expozicemi byly výstava fotografií Přírodní katastrofy v Litovli, dokumentující litovelské povodně a také tornádo v Litovli roku 2004, instalace Litovel v obrazech, sestávající z obrazů, které do té doby zdobily kanceláře městského úřadu, a výstava 80 let tělovýchovné jednoty Vodní sporty a 10 let závodu Bobr Cup. Přesto se obnovení muzea setkalo se zájmem veřejnosti a v prvních třech měsících ho navštívilo přibližně tisíc lidí. V přízemí budovy byla místo výstavních prostor po desítkách let opět otevřena restaurace.

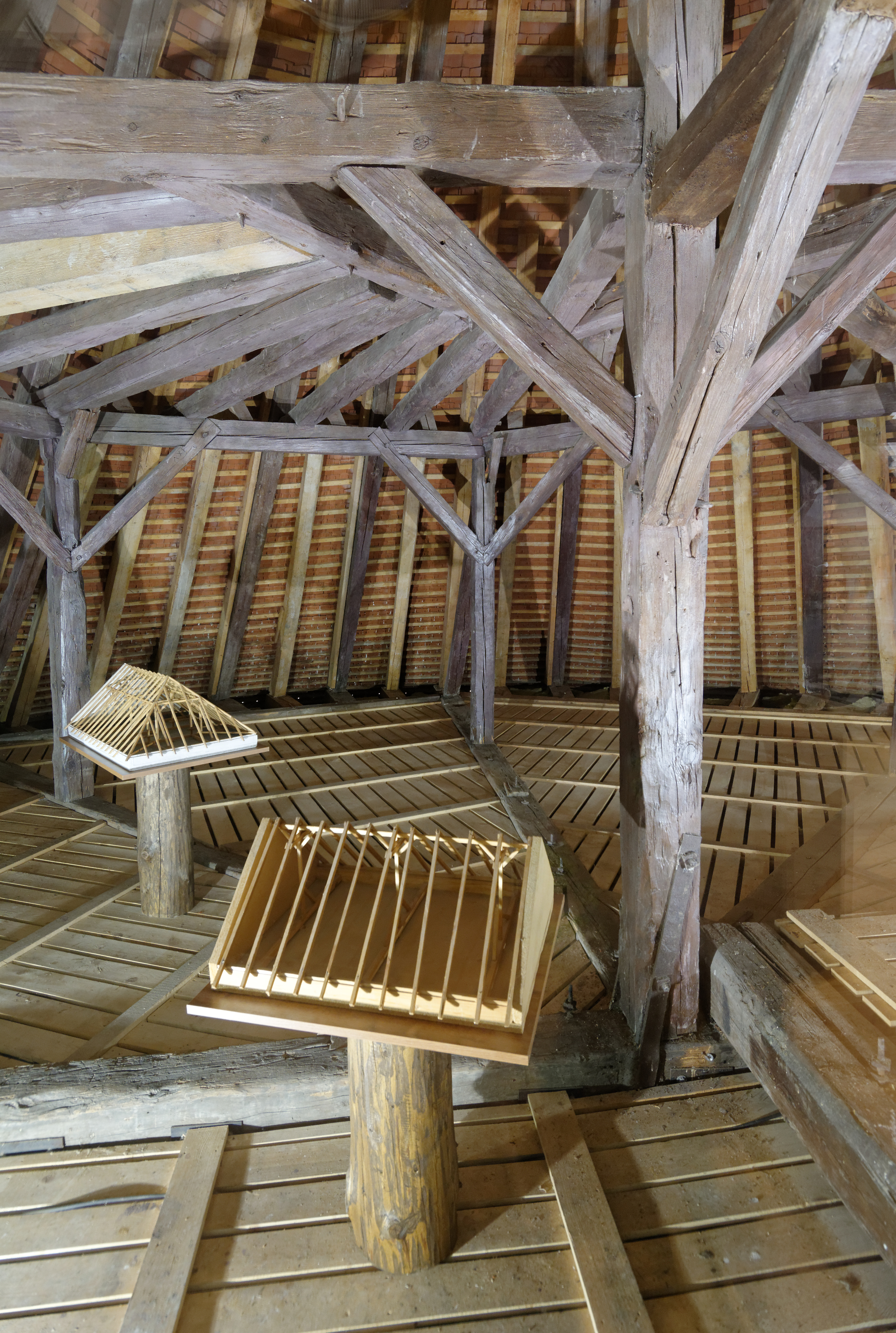
Vazby střešních trámů ve zrekonstruovaném podkroví budovy muzea

Po dalším shromažďování darů pak byla 17. února 2005 otevřena stálá výstava Litovelská řemesla první poloviny 20. století, obsahující rozsáhlou sbírku nářadí, nástrojů a jiných dokladů někdejších řemeslnických dílen ve městě. Výstavu na konci roku doprovodila akce Oživlá řemesla, během níž mohli návštěvníci zhlédnout řemeslníky při práci. Protože se setkala s velkým ohlasem (navštívilo ji asi 300 lidí), stala se z ní každoroční tradice, přičemž vzrostl také počet představovaných řemesel. Mezi ně patří například řezbářství, drátenictví či obuvnictví a jednorázově se představují i mnohá další. Rovněž rozšiřování sbírky z darů občanů pokračovalo i v dalších letech, a tak byla stálá výstava řemesel roku 2008 obohacena o řeznickou a sedlářskou expozici.
Z dočasných výstav stojí za zmínku například expozice zaměřená na historii litovelské Střelecké společnosti, vystavená v únoru až srpnu 2005. Na přelomu června a července téhož roku zde byly také vystavené předměty z otevřené schránky ukryté v makovici věže kostela svatého Marka, pocházející ze 17. až 20. století.
Zatím poslední rekonstrukce budovy proběhla od srpna 2014 do srpna 2015, kdy bylo k výstavním účelům upraveno její podkroví, v němž byly vybudovány dva výstavní sály. 13. ledna 2016 zde pak byly otevřeny dvě nové dlouhodobé expozice, a sice Od mechanického hracího strojku k modernímu gramofonu a Gustav Frištenský. Ve stejné době byl rekonstruován také blízký dům v ulici 1. máje č. p. 800, v jehož části si muzeum následně zřídilo nové depozitáře. Tento dům, postavený v 19. století na místě dřívějších hradeb nedaleko budovy střelnice, patřil část své historie také zakladateli muzea Janu Smyčkovi. Muzeum získalo pro své potřeby některé místnosti v jeho přízemí hned po svém znovuotevření roce 2004, ovšem tyto prostory nebyly pro bezpečné uložení sbírek příliš vhodné, a musely být proto potřebám muzea lépe přizpůsobeny. Během rekonstrukce probíhající od podzimu 2014 do léta 2015 byly v suterénu upraveny podlahy a kanalizace tak, aby zde byla menší vlhkost a také aby se zabránilo případnému zaplavení. V zadní části domu byla zbourána zděná terasa, místo níž byl postaven přístavek ukrývající nakládací rampu s malou zdviží pro dopravu předmětů dovnitř budovy. Opravy tohoto domu stály dohromady s rekonstrukcí muzejního podkroví 17,8 miliónu korun, z čehož 11 miliónů poskytl Evropský fond pro regionální rozvoj.